# Mosteiro dos Jerónimos

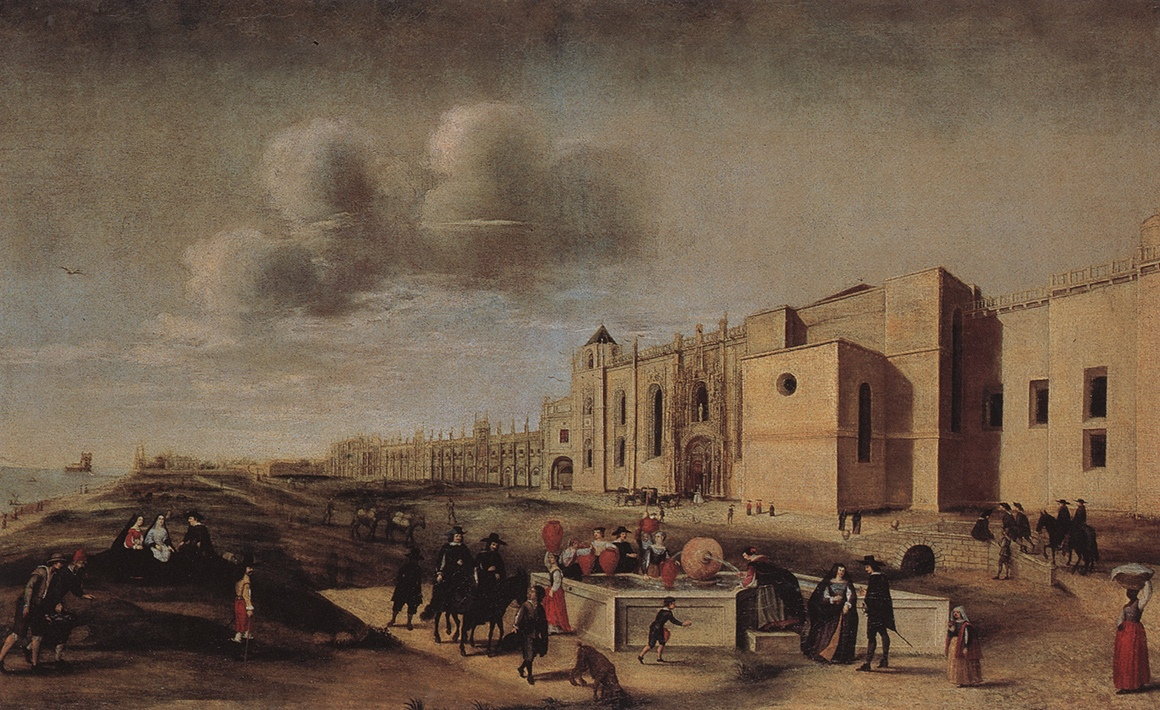
Vista do Mosteiro e Praia de Belém (1657), Filipe Lobo, Museu Nacional de Arte Antiga

O Mosteiro de Santa Maria de Belém, mais conhecido como Mosteiro dos Jerónimos, é um mosteiro português, mandado construir no final do século XV pelo rei D. Manuel I e estava entregue à Ordem de São Jerónimo. Situa-se na freguesia de Belém, na cidade e concelho de Lisboa. Tem, desde 2016, o estatuto de Panteão Nacional.
Ponto culminante da arquitectura manuelina, este mosteiro é o mais notável conjunto monástico português do seu tempo e uma das principais igrejas-salão da Europa. A sua construção iniciou-se já no inicio do século XVI e prolongou-se por uma centena de anos, tendo sido dirigida por um conjunto notável de arquitetos/mestres de obras (destaque-se o papel determinante de João de Castilho).
O Mosteiro dos Jerónimos encontra-se classificado como Monumento Nacional desde 1907 e, em 1983, foi classificado como Património Mundial pela UNESCO, juntamente com a Torre de Belém. A 7 de Julho de 2007 foi eleito como uma das sete maravilhas de Portugal. Estreitamente ligado à Casa Real Portuguesa e à epopeia dos Descobrimentos, o Mosteiro dos Jerónimos foi, desde muito cedo, "interiorizado como um dos símbolos da nação".
É hoje uma das mais importantes atrações turísticas de Portugal, contando um total de 807 854 visitantes em 2014, 944 000 em 2015 e 1 166 793 em 2017. Em 2022, este monumento foi o mais visitado em Portugal, recebeu 870.321 entradas.

## História
O Restelo, zona próxima de Lisboa onde viria a ser implantado o futuro Mosteiro dos Jerónimos, era de início uma pequena aldeia na margem do rio Tejo. Cresceu sob o impulso do comércio marítimo e da produção naval, que viria a ter grande importância estratégica e logística no que se refere à protecção das vias marítimas portuguesas, transformando-se posteriormente num grande porto comercial e abrigo para os navegantes. A Conquista de Ceuta (1415), das Índias e costa da Africa deram grande impulso à expansão marítima portuguesa e consequentemente ao crescimento deste porto, então denominado Restelo. Entretanto, tal crescimento não foi acompanhado pelo desenvolvimento das infraestruturas necessárias, o que torna a população, já massacrada pelas dificuldades em alto mar, mais vulnerável às doenças. Para atender a estas novas demandas o Infante Dom Henrique, em 1452, ordenou a construção da Ermida de Santa Maria de Belém e ainda serviços de canalização de água, casas para habitação do presbitério e terrenos para produção agrícola. Nessa igreja, os grandes navegadores como Pedro Álvares Cabral, Vasco da Gama e outros, faziam vigílias antes de partirem para as suas grandes viagens marítimas.
Em 1496, ainda antes da descoberta do caminho marítimo para a Índia por Vasco da Gama, D. Manuel I fez um pedido à Santa Sé para que lhe fosse concedida autorização para se erigir um grande mosteiro no lugar da velha ermida da Ordem de Cristo à entrada de Lisboa, junto às margens do Tejo. Tendo recebido essa autorização em 23 de Junho,do mesmo ano, pela bula "Eximiae devotionis" expedida pelo papa Alexandre VI.
Dois anos depois, o mesmo rei doou aos frades jerónimos o lugar de Santa Maria de Belém, para construção de um mosteiro que deveria ter capacidade para albergar 100 religiosos e onde deveria ser dada continuidade aos serviços públicos anteriormente prestados aos navegantes pela Ordem de Cristo. Tomada a posse do lugar, do ponto de vista material a 17 de Janeiro de 1499 e canónico a 21 de Abril de 1500, as obras tiveram início em 1502, suportadas pela Coroa, sob a administração dos monges e de um vedor, passando em 1505 a serem geridas pela "Mesa dos Contos".
Em 1517, por determinação do papa Leão X, o Mosteiro passou a casa-mãe da referida ordem e o seu prior, a Provincial.
Em 1518 D. Manuel decidiu, em testamento, transformá-lo no seu próprio panteão, ampliando "o caráter excecional da monarquia e da linhagem que com ele nascera, como ramo da dinastia de Avis. "Mas quis distingui-la através de uma obra sumptuosa, que estivesse de acordo com os princípios da propaganda régia e da glorificação de um reino, que se confundia com a sua pessoa".
O edifício foi construído em calcário (lioz) extraído de pedreiras não muito distantes do local de implantação. A grandiosidade do empreendimento e a riqueza da execução prolongaram as obras por uma centena de anos, em sucessivas empreitadas de construção que tiveram como mestres responsáveis Diogo de Boitaca (primeiro arquitecto à frente das obras), João de Castilho, Diogo de Torralva e, por último, Jerónimo de Ruão. Apontado como o ponto culminante da arquitetura manuelina, o Mosteiro dos Jerónimos integra elementos arquitetónicos do gótico final e do renascimento, associando-lhes uma simbologia régia, cristológica e naturalista, que a torna única.
Para ocupar o mosteiro foram escolhidos os monges da Ordem de São Jerónimo (daí a designação Mosteiro dos Jerónimos), comunidade religiosa que habitou nestes espaços até à extinção das ordens religiosas ocorrida no século XIX (1834). O mosteiro foi então entregue à Real Casa Pia de Lisboa (instituição destinada ao acolhimento e educação de órfãos e à recuperação de mendigos e desfavorecidos e que ocuparia os espaços do claustro até 1940); a Igreja passou a servir de Igreja Paroquial da Freguesia de Santa Maria de Belém. Em todo este processo perdeu-se grande parte do valioso recheio do mosteiro.

### Cronologia da edificação
No reinado de D. Manuel I podem considerar-se duas grandes empreitadas de construção do monumento: a primeira foi dirigida por Diogo de Boitaca, que definiu a traça do mosteiro e da igreja, revendo provavelmente a sua escala em 1513 quando o rei adquiriu mais terrenos para o edifício, o que revela uma intenção de engrandecimento da obra; a segunda desenrola-se a partir de 2 de Janeiro de 1517, já sob a coordenação geral de João de Castilho. "O virtuosismo de Castilho na administração de subempreitadas é a chave para o sucesso da intervenção que põe em campo e em simultâneo nada mais, nada menos do que duzentos e cinquenta trabalhadores". Sob a sua coordenação são desdobradas as empreitadas em sete áreas diferentes: portal sul; portal axial; sala do capítulo; sacristia; claustro; refeitório; capelas do coro.

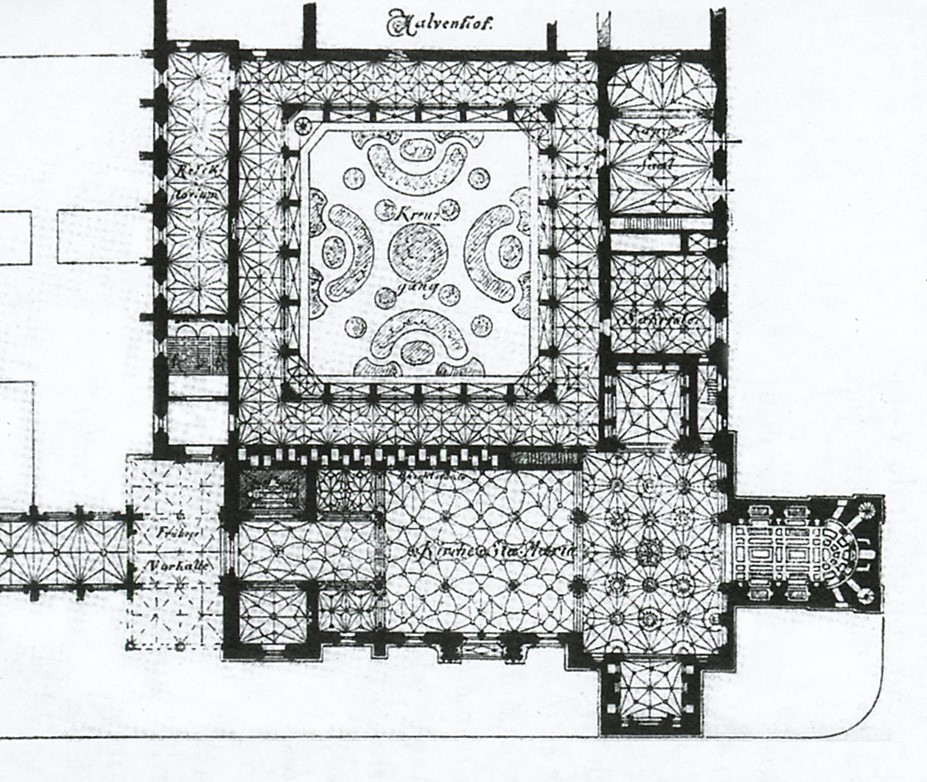
Planta do mosteiro, c. 1880 (Haupt)

É desenvolvido esforço no trabalho com o remate do piso térreo do claustro e início da construção do segundo piso (do que irá resultar o primeiro claustro abobadado de dois pisos) bem como a execução dos portais (sul e axial), sacristia, refeitório, parte das paredes e portal da sala do capítulo. É realizada a cobertura das naves e do cruzeiro da igreja através de novas e arrojadas soluções técnicas que permitiram conceber um espaço unificado sem precedentes, a primeira grande igreja salão portuguesa. Com Castilho assiste-se também a uma alteração a nível da ornamentação arquitetónica, inicialmente marcada pelo gótico tardio e que irá abrir-se aos ares do classicismo renascentista («ao romano») através do plateresco espanhol.
Em 1530 João de Castilho abandona as obras no Mosteiro dos Jerónimos. Dez anos mais tarde entra em funções Diogo de Torralva (até 1551), que irá realizar diversas obras de remate das construções anteriores. É ainda construída uma nova portaria (substituída no século XVII), projetado o cadeiral do Coro-alto e alterada a capela-mor de modo a receber os restos mortais de D. Manuel I. Mas será Jerónimo de Ruão a assumir a conclusão do edifício, ocupando o cargo de mestre-de-obras do Mosteiro de 1563 até à data da sua morte em 1601. A ele se deve a nova capela-mor, de cariz maneirista, que vai contrastar com o estilo manuelino, dominante no resto do edifício.
A planta original obedeceu ao esquema típico de uma casa monástica, incluindo a igreja, claustro e dependências anexas. O que ainda hoje podemos encontrar em Belém preserva os aspetos essenciais da traça inicial (século XVI), mas é de igual modo repositório das inúmeras alterações e acrescentos realizados em séculos posteriores, de que deverá destacar-se a remodelação realizada no século XIX e que incluiu a construção do longo edifício, neomanuelino, a poente do mosteiro, onde hoje estão sediados o Museu Nacional de Arqueologia e parte do Museu de Marinha.
Nas primeiras décadas do século XX foram levadas a cabo diversas obras: conclusão do corpo central do anexo; restauro do cadeiral; desmantelamento dos órgãos do Coro-Alto; instalação dos vitrais da fachada sul concebidos por Abel Manta. Outros restauros tiveram lugar aquando da preparação das comemorações dos centenários da Fundação e Restauração da nacionalidade (1140 e 1640 respetivamente), que haveriam de culminar na grande iniciativa do Estado Novo que foi a Exposição do Mundo Português, 1940 (a iniciativa ocupou o vasto espaço que se abre entre o mosteiro, verdadeiro pano de fundo da exposição, e o rio / Torre de Belém). Nessa altura a Casa Pia abandonou a zona do claustro; os túmulos de Camões e Vasco da Gama foram transferidos do cruzeiro para o subcoro; foi reconstruída a galilé da portaria.
Concluído em 1993, o edifício do Centro Cultural de Belém, mais precisamente o seu módulo do lado este, obstrui parcialmente a vista desimpedida que existiu durante séculos entre o Mosteiro dos Jerónimos e a margem do rio Tejo.

## Igreja
A Igreja apresenta uma planta em cruz latina, composta por três naves à mesma altura (igreja salão), coberta por uma extensa abóbada polinervada suportada por seis pilares. A abóbada do cruzeiro cobre, sem apoios intermédios, uma largura de 30 metros, representando "a realização mais acabada da ambição tardo medieval de cobrir o maior vão possível com o mínimo de suportes" (Kubler). A profusão de ornatos atinge o seu auge neste vasto espaço.
Na capela à esquerda do transepto está sepultado o Cardeal-Rei D. Henrique e os dos filhos de D. Manuel I; na que se situa à direita encontra-se o túmulo de D. Sebastião e dos descendentes de D. João III. A igreja acolhe também os túmulos de Camões e Vasco da Gama, da autoria de Costa Mota, tio.
A capela-mor inicial, de Boitaca, foi demolida e substituída por outra, mandada construir em 1571 por D. Catarina, mulher de D. João III. Foi traçada por Jerónimo de Ruão, que aqui introduziu o estilo maneirista, estabelecendo um forte contraste com o corpo manuelino da Igreja. Nas arcadas abertas entre os pares de colunas laterais estão situados os túmulos de D. Manuel e de sua mulher, D  Maria, de D. João III e D. Catarina. No altar-mor encontra-se um retábulo do pintor Lourenço de Salzedo com cenas da Paixão de Cristo e a Adoração dos Magos.

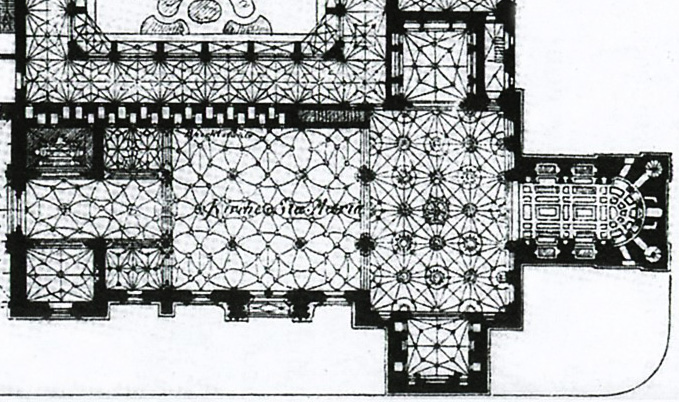
Planta da Igreja, c. 1880 (Haupt)
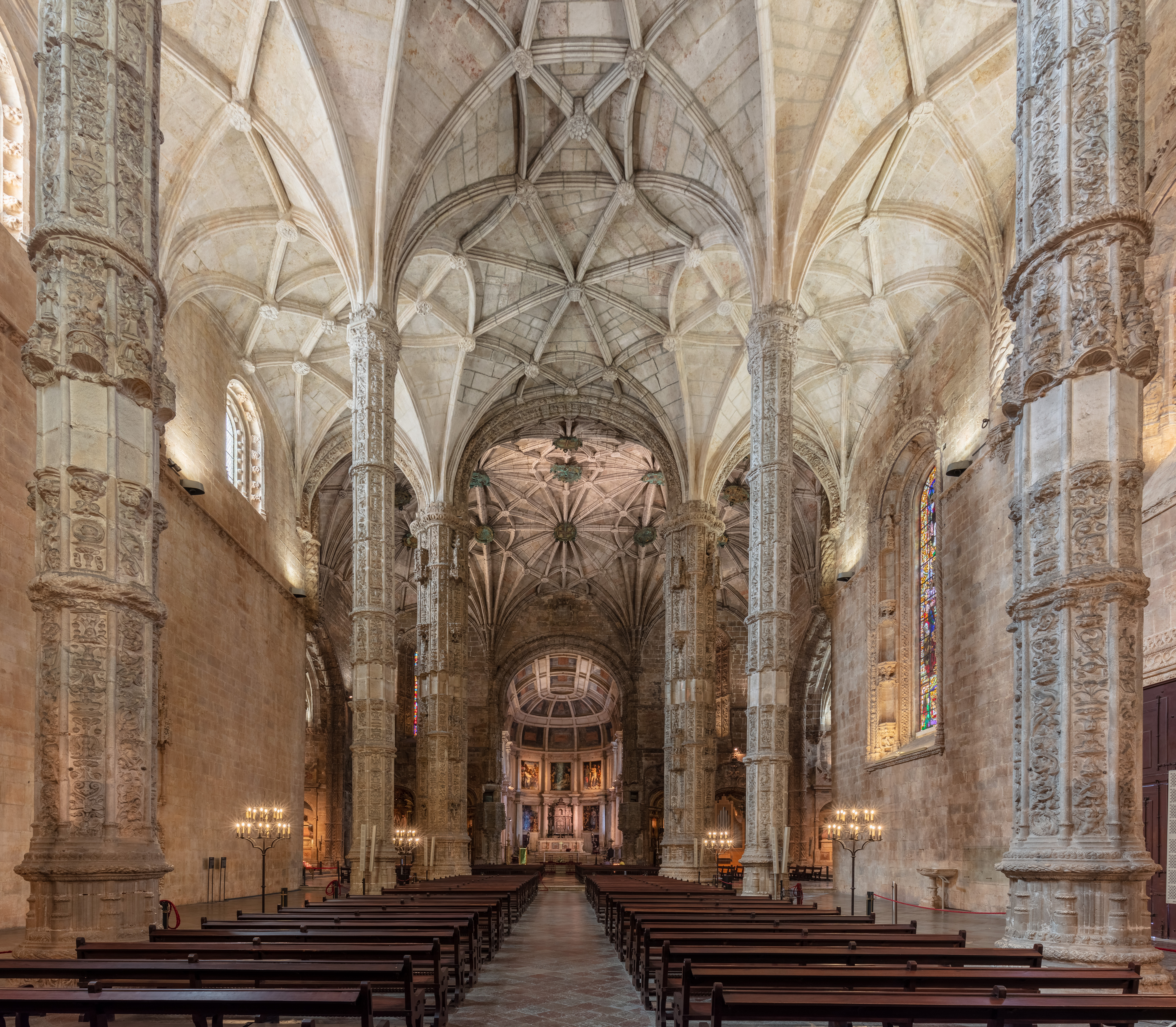
Interior da igreja
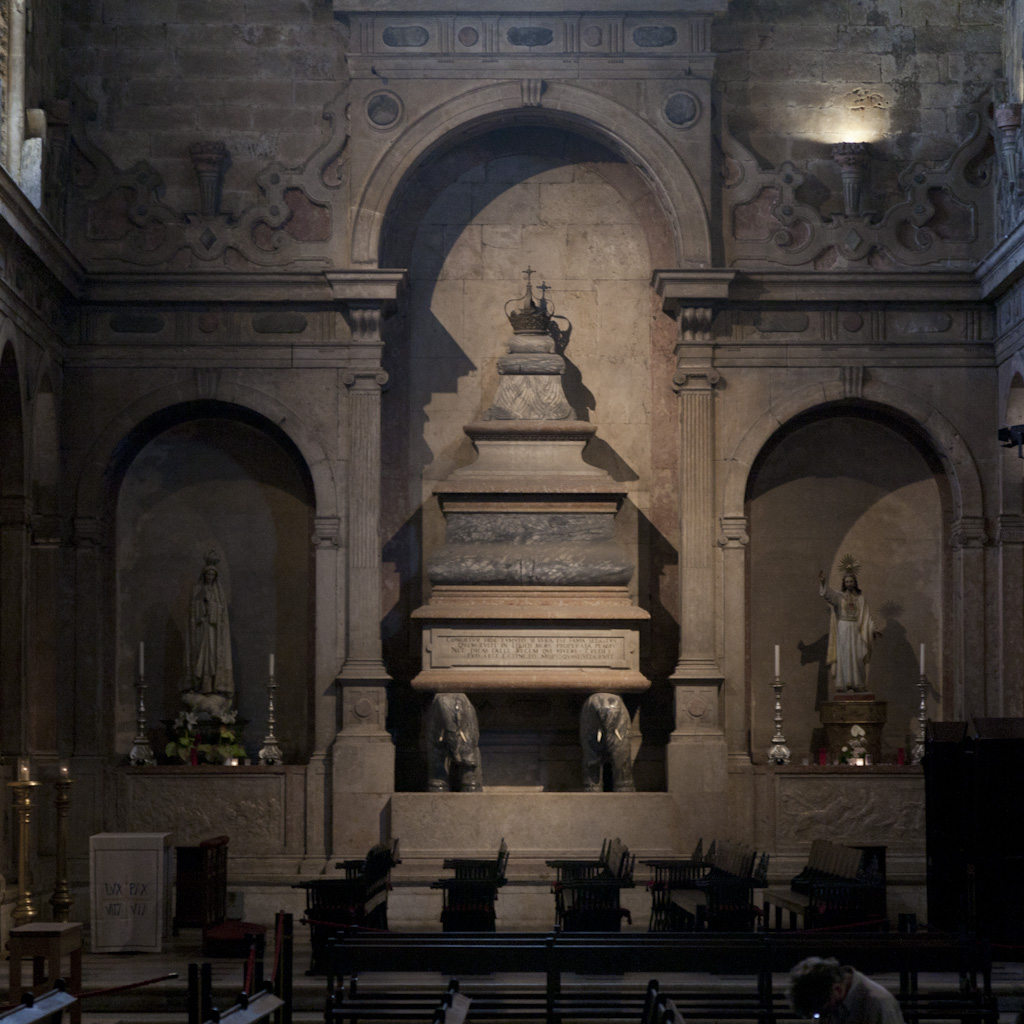
Túmulo de D. Sebastião, capela à direita do transepto
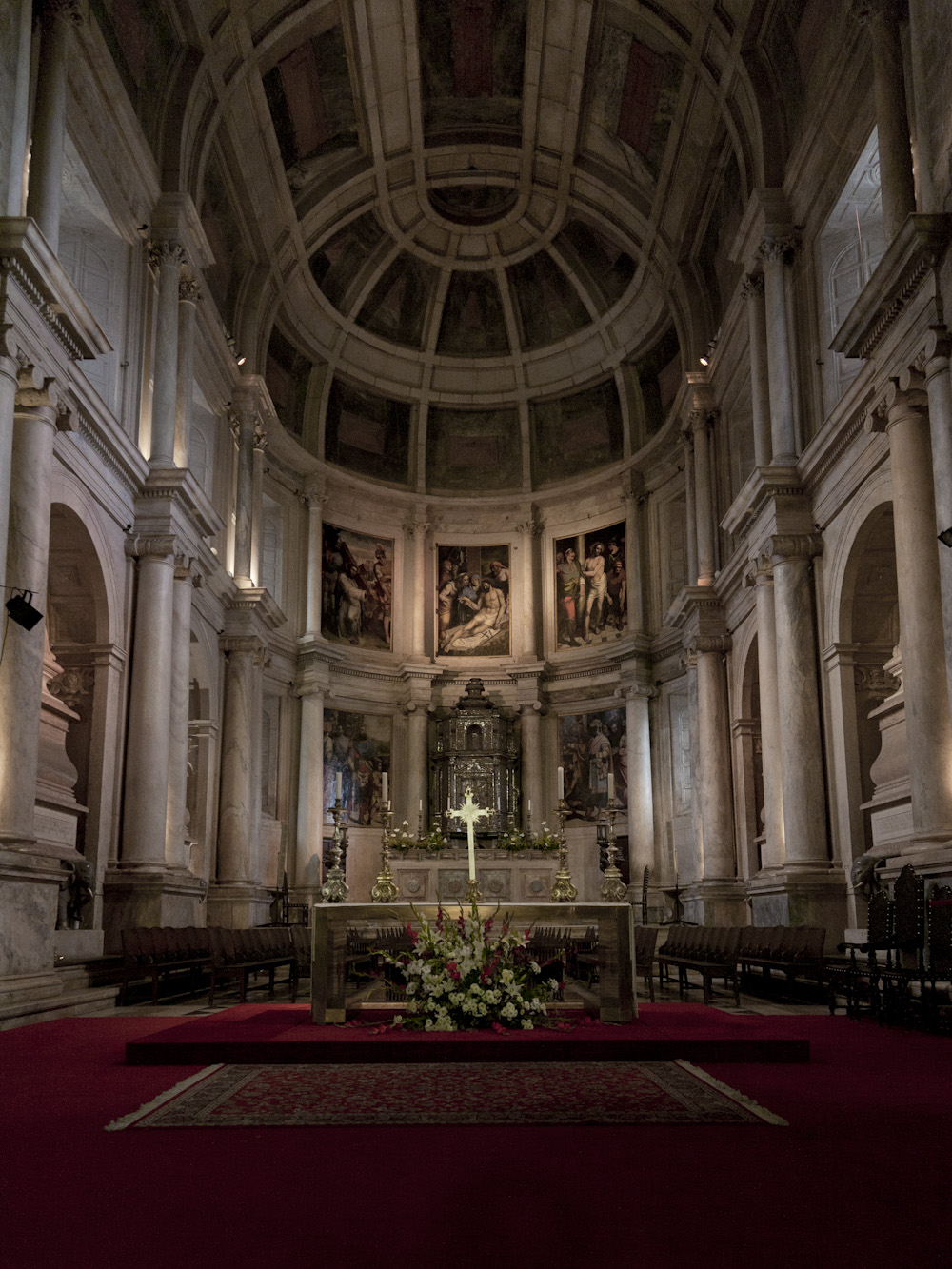
Capela-mor

### Coro-alto e sacristia
Anterior a 1551, o coro-alto destinou-se, entre outras, às atividades fundamentais dos monges da Ordem de São Jerónimo (orações, cânticos e ofícios religiosos), visto a Sala do Capítulo ter permanecido inacabada até ao século XIX. O cadeiral monástico (notabilíssimo) que ocupa o espaço a poente, foi projetado por Diogo de Torralva e executado por Diogo de Sarça (Diego de la Zarza) entre 1548 e 1550; a sua elaborada conceção erudita revela influência dos modelos maneiristas. Sobre a balaustrada do coro-alto ergue-se um 'Cristo Crucificado' (1550) do escultor flamengo Philippe de Vries (Filipe Brias); oferecido em 1551 pelo Infante D. Luís, é considerado um marco do triunfo do renascimento em Portugal. O conjunto de pinturas representando os apóstolos que integra o cadeiral é de autor desconhecido.
Anexa à igreja destaque-se a ampla sala da sacristia, cuja abóbada irradia de uma coluna central. Concebida por João de Castilho, a sua construção data de 1517-1520. O mobiliário inclui um arcaz de madeira do século XVI, presumivelmente da traça de Jerónimo de Ruão, onde se conservam paramentos e alfaias litúrgicas. Sobre o espaldar dispõem-se catorze pinturas a óleo representando cenas da vida de S. Jerónimo (atribuídas ao pintor maneirista Simão Rodrigues; executadas c. 1600-1610).

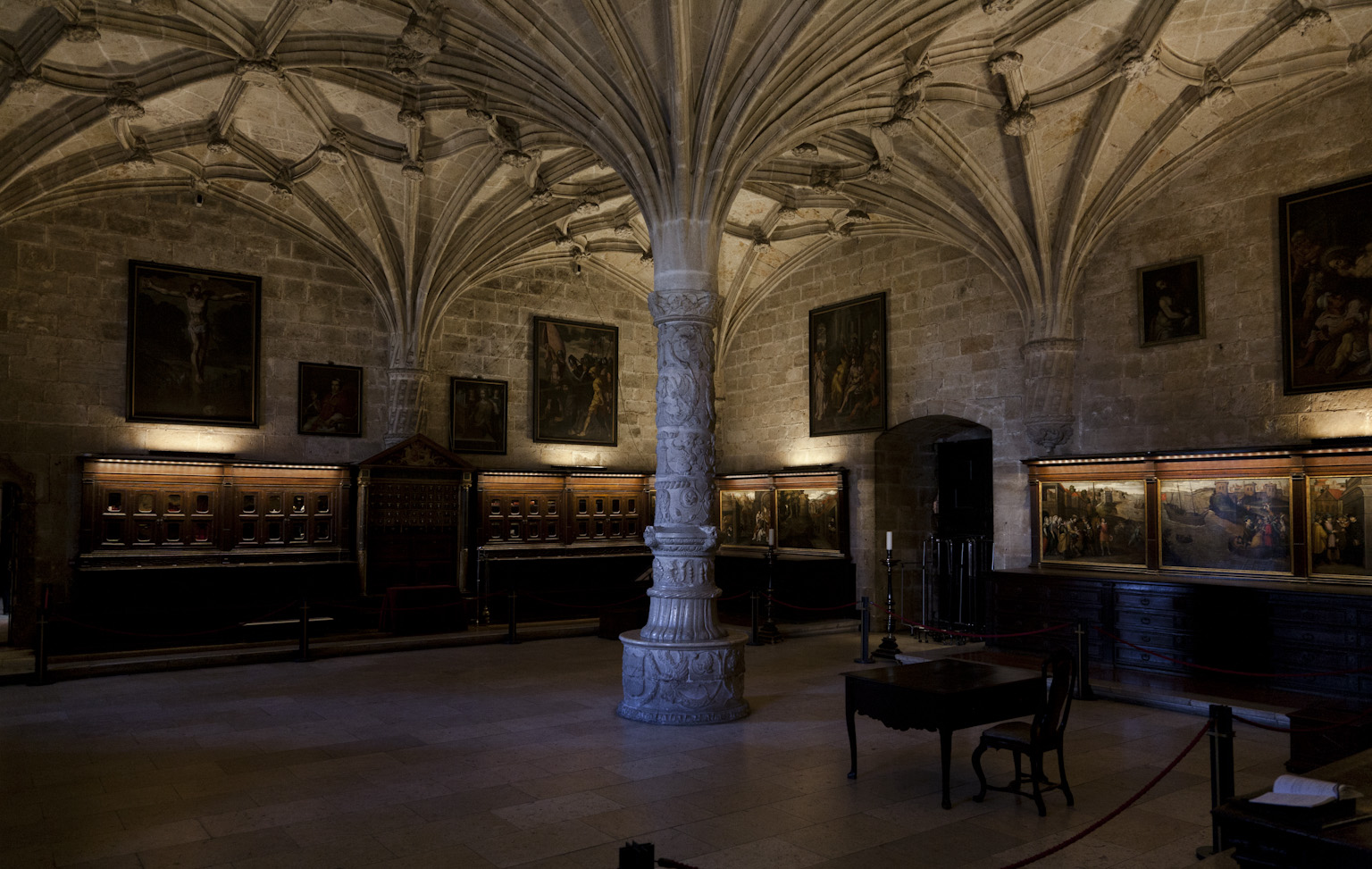
Sacristia
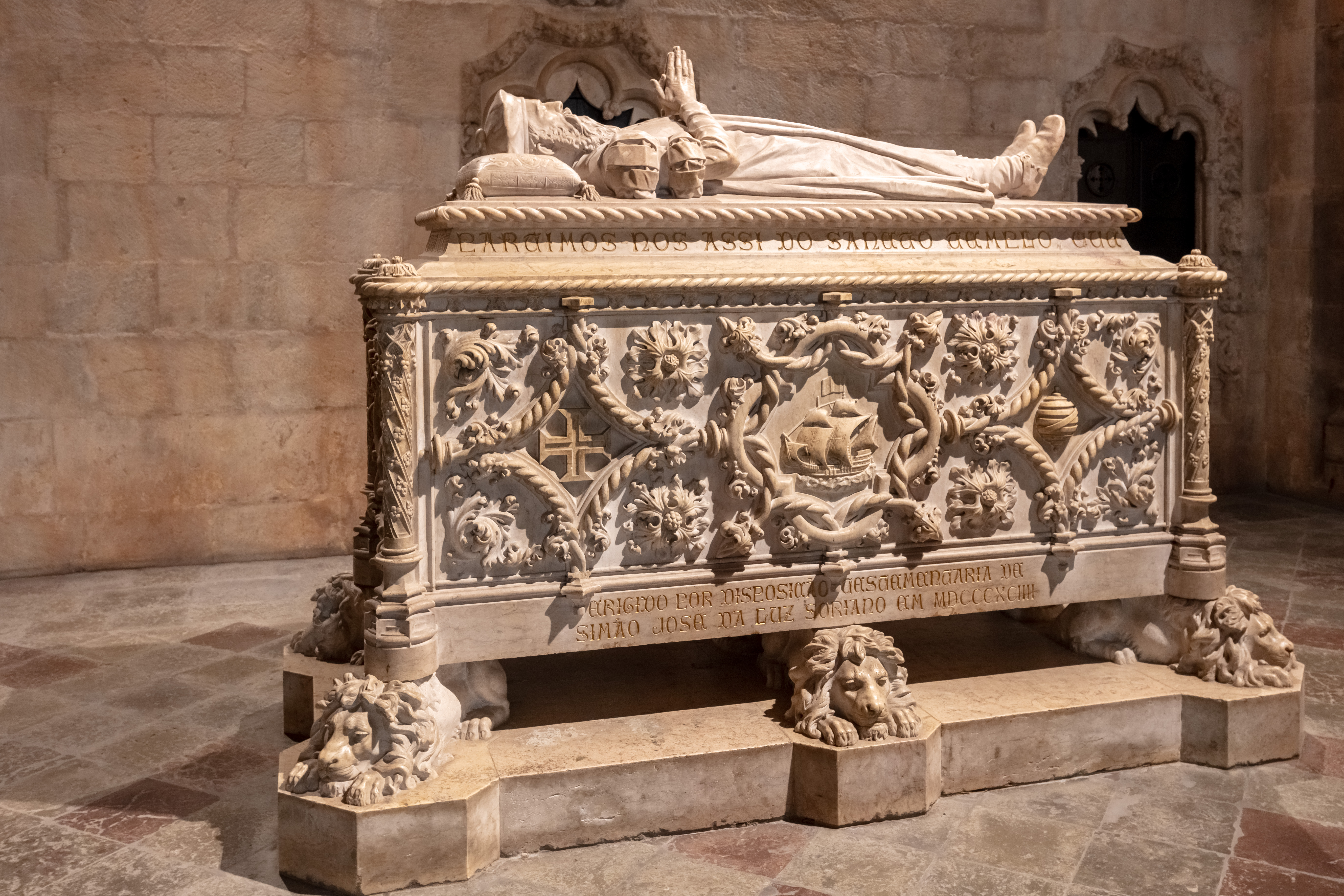
Costa Mota, Túmulo de Vasco da Gama
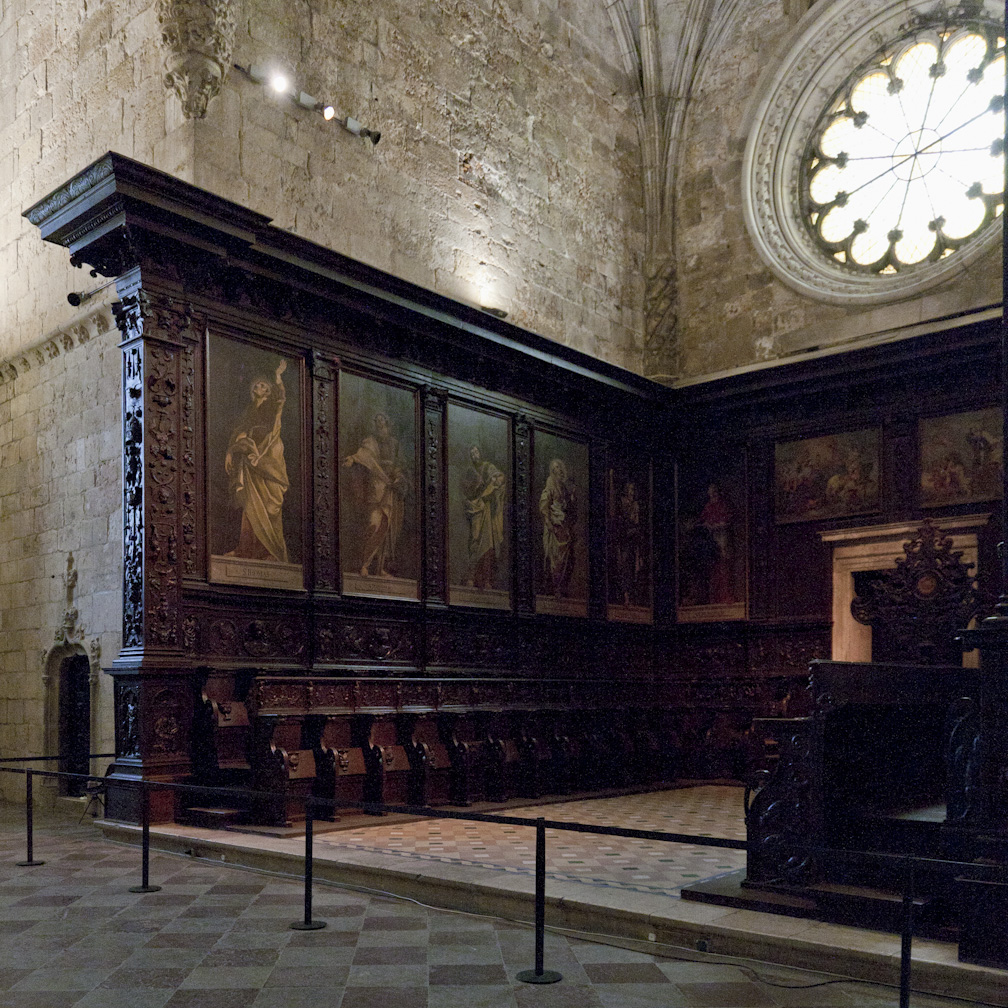
Diogo de Torralva e Diogo de Sarça, Cadeiral, coro-alto
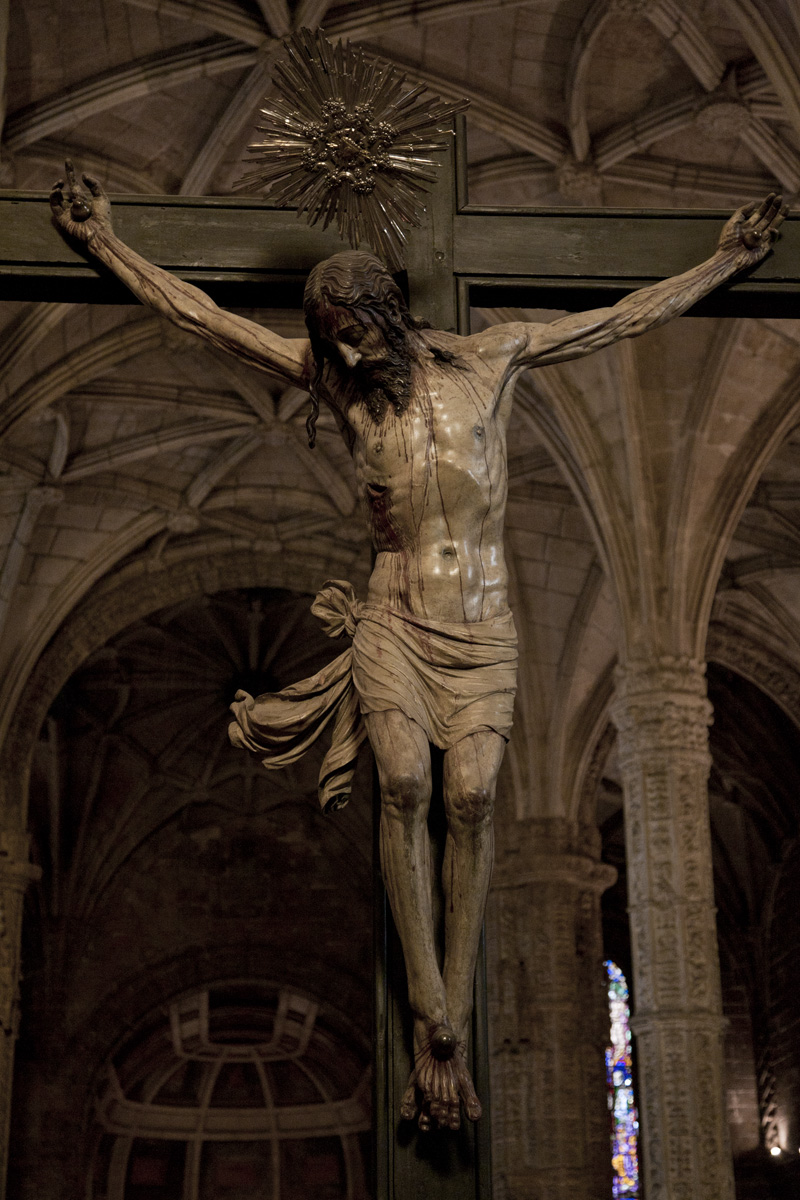
Filipe de Vries, Cristo na Cruz, 1550

## Portais
No Mosteiro dos Jerónimos devem destacar-se, pelo seu valor artístico e iconográfico, os "depoimentos fundamentais" que são os seus portais, orientados a sul e a poente (este último também é denominado de Portal axial, por se localizar no eixo de simetria do edifício, em frente ao Altar-mor). Os dois portais devem ser lidos em conjunto "como um díptico esculpido à glória de D. Manuel I".

### Portal sul
Construído ao longo de dois anos (1517, 1518) por João de Castilho e seus oficiais, o Portal sul é uma das peças mais ricas da arquitetura portuguesa do gótico tardio. A sua estrutura atinge os 32 metros de altura e mais de 12 de largura, apresentando-se como uma verdadeira «porta da cristandade» de características triunfais. A autoria não pode ser atribuída a um único artista. João de Castilho foi responsável pela conceção global e teve ao seu serviço uma numerosa equipa que chegou a contar 200 executantes (imaginadores, pedreiros, aparelhadores, decoradores, etc.), com maior ou menor responsabilidade na definição final da obra. Entre os nomes mais destacados assinalem-se Diogo de Castilho, André Pilarte, Juan de la Faya ou Machim.
Dos dois, este é o portal mais complexo do ponto de vista iconográfico, contando com um total de quarenta figuras, trinta e oito alusivas à História Sagrada, uma à história de Portugal, além das armas nacionais, no baixo-relevo central da parte superior do tímpano. Na base do portal dispõem-se os doze apóstolos; nos botaréus, os que vaticinaram o nascimento de Cristo (sibilas e profetas); ao centro, a Virgem com o Menino; a coroar o conjunto, quatro Padres ou Doutores da Igreja e, no topo, São Miguel, o Anjo Custódio do Reino. Mais abaixo, em posição central entre as duas portas de entrada, a estátua do Infante D. Henrique, antepassado do rei D. Manuel (laço de parentesco entre D. Manuel e a Casa de Avis). Nos tímpanos figuram duas cenas da vida de S. Jerónimo.

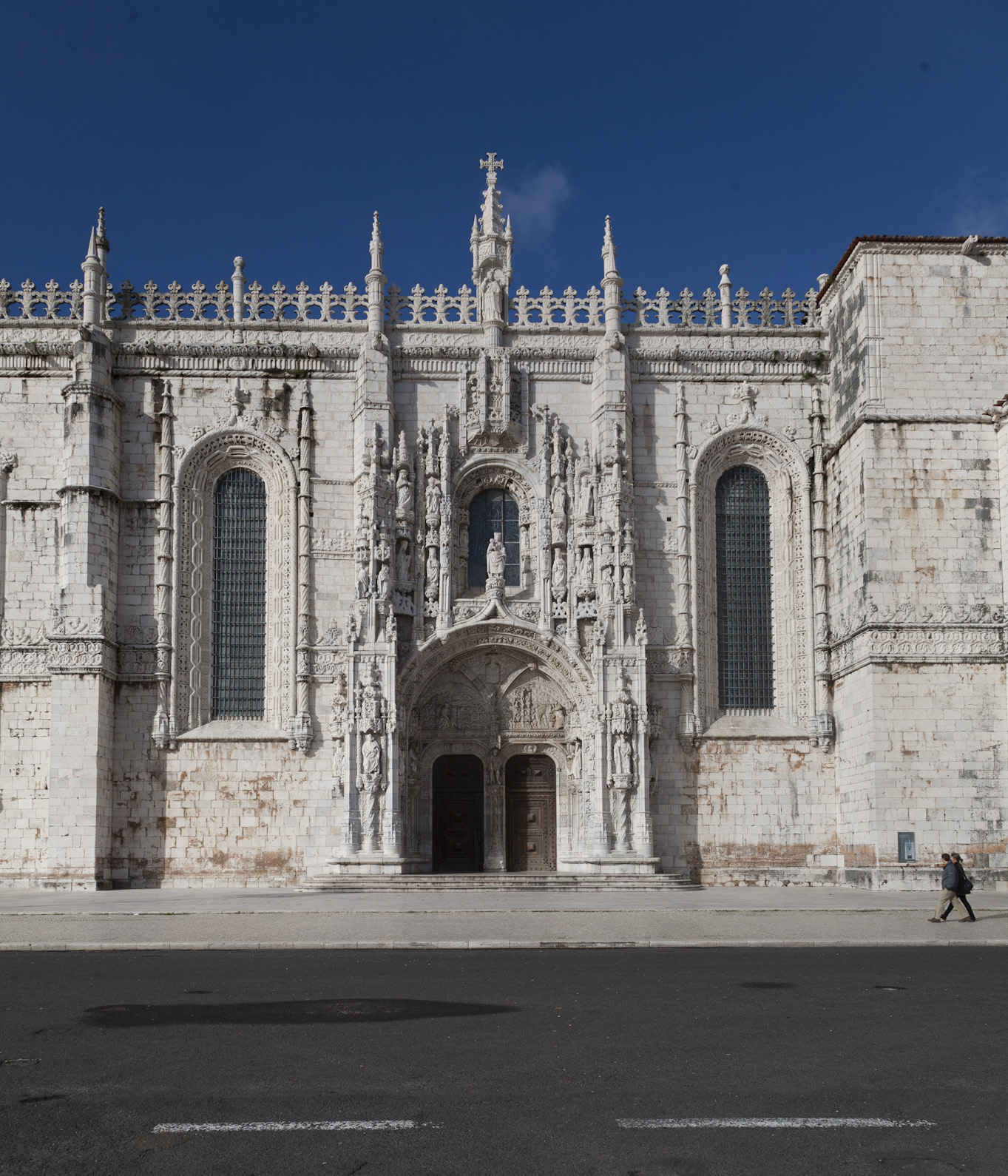
Portal sul
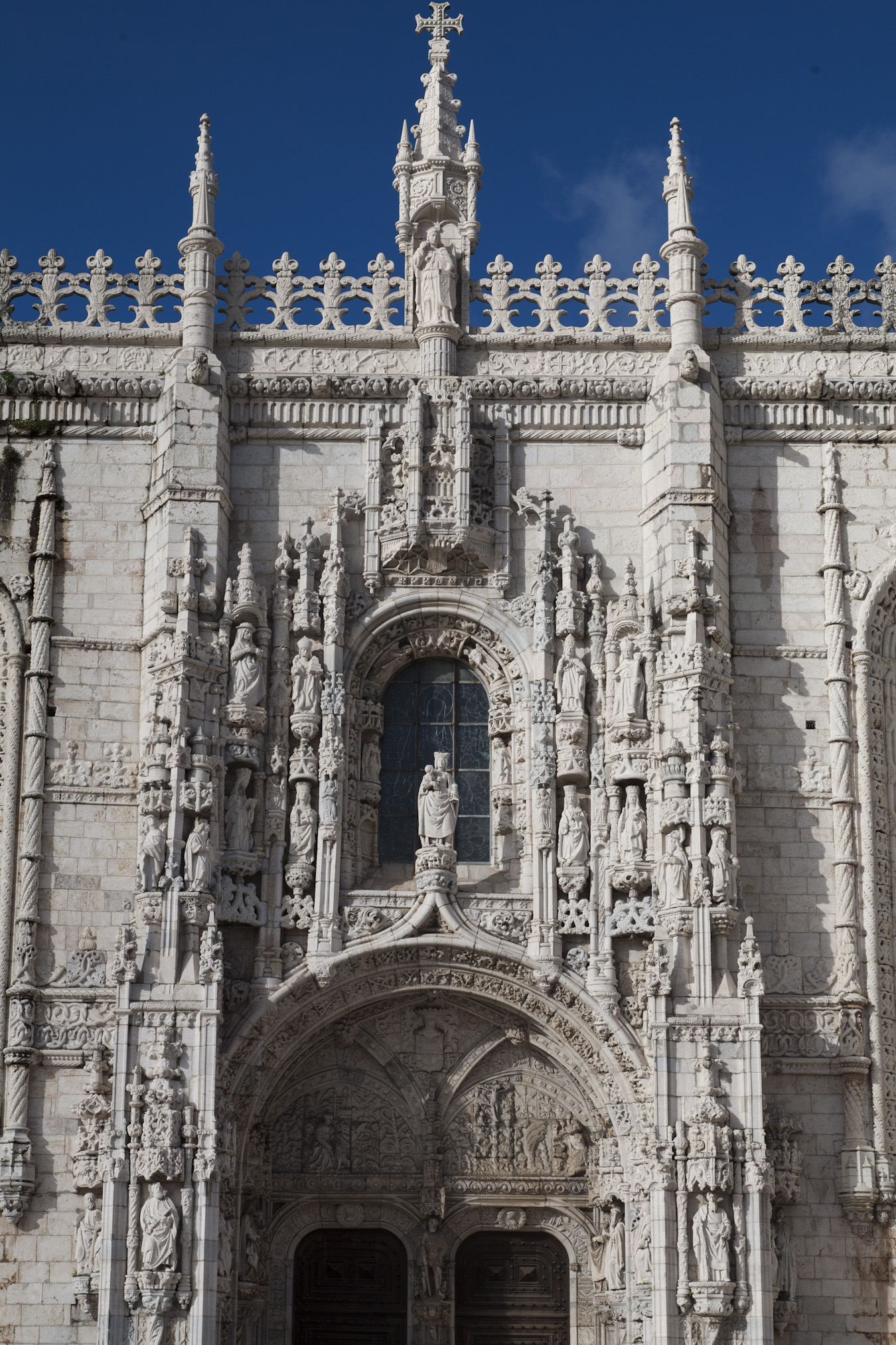
Portal sul
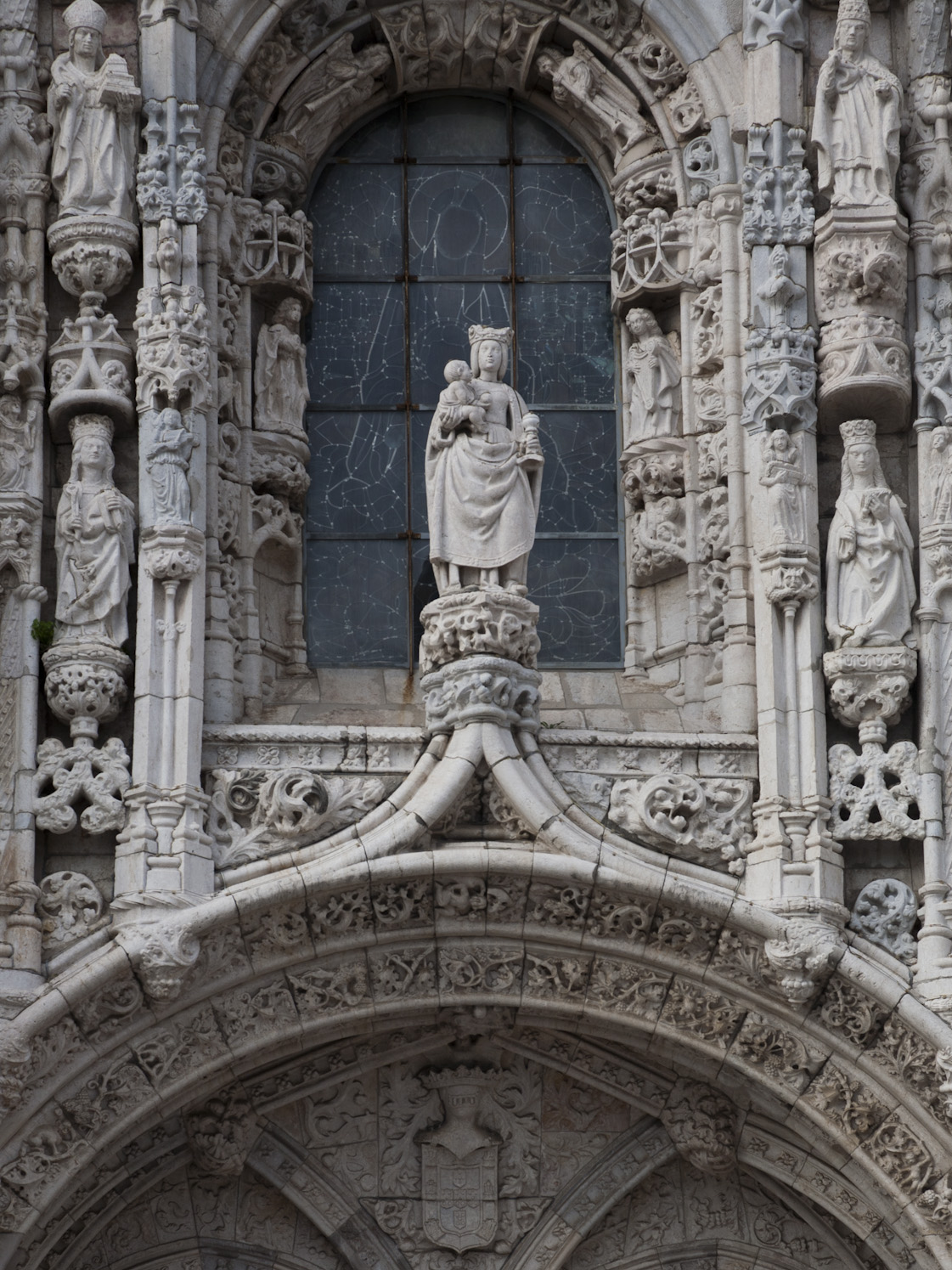
Portal sul, Virgem com o Menino
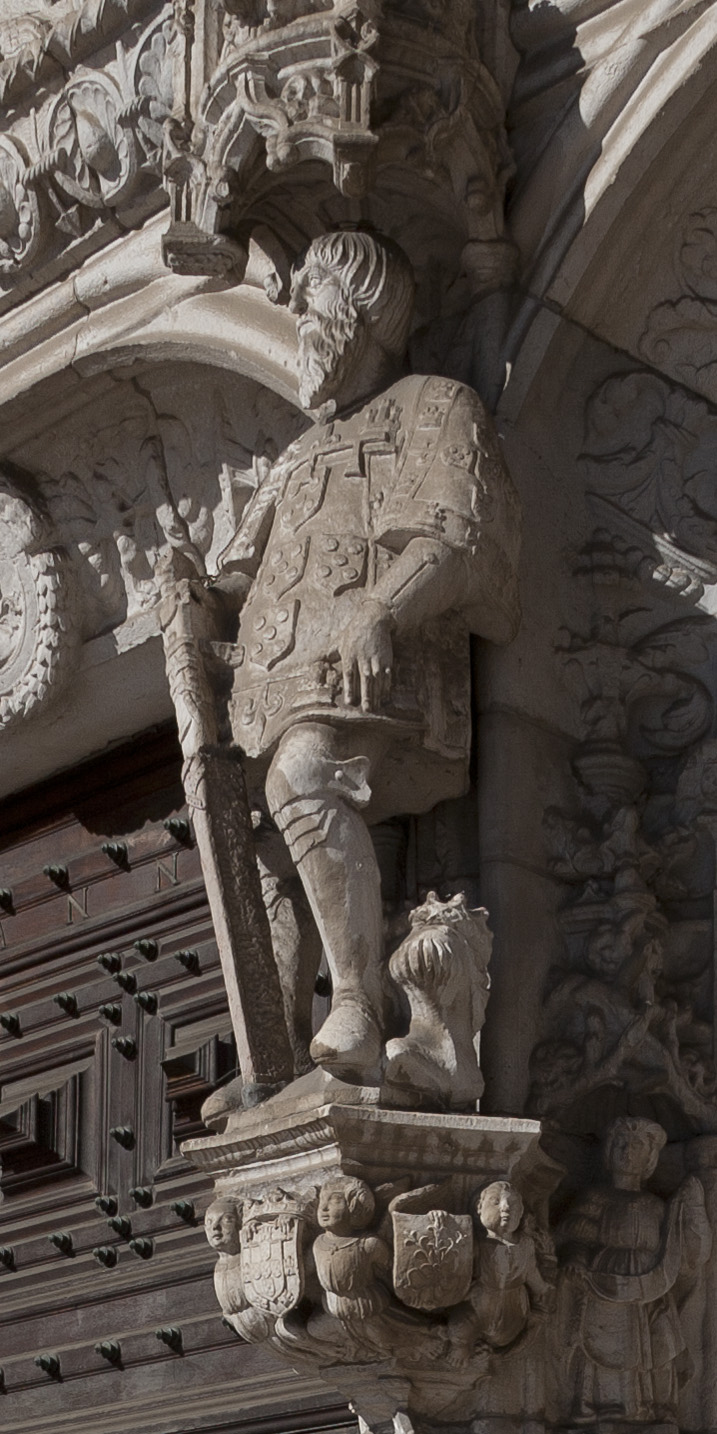
Portal sul, Infante D. Henrique

### Portal poente (axial)
Embora de menor escala do que o Portal Sul, esta é a porta principal do Mosteiro dos Jerónimos, ocupando a posição fronteira ao altar-mor. Deve ter sido projetada inicialmente por Diogo de Boitaca e, depois, por João de Castilho, como pode depreender-se do cariz gótico de feição hispano-flamenga dos elementos arquiteturais. Foi executada por Nicolau Chanterene e sua companhia, tendo a mão do mestre francês ditado uma significativa inflexão estilística, com a introdução de motivos classicizantes renascentistas.
A zona superior do portal é ocupada por três nichos com cenas do nascimento de Cristo: Anunciação, Natividade e Adoração dos Magos. Nas zonas laterais destacam-se, entre representações de santos e figuras do apostolado, as estátuas orantes dos reis fundadores, com suas respetivas insígnias e seus santos patronos: do lado esquerdo D. Manuel I e São Jerónimo; do lado direito, a rainha D. Maria e São João Baptista.

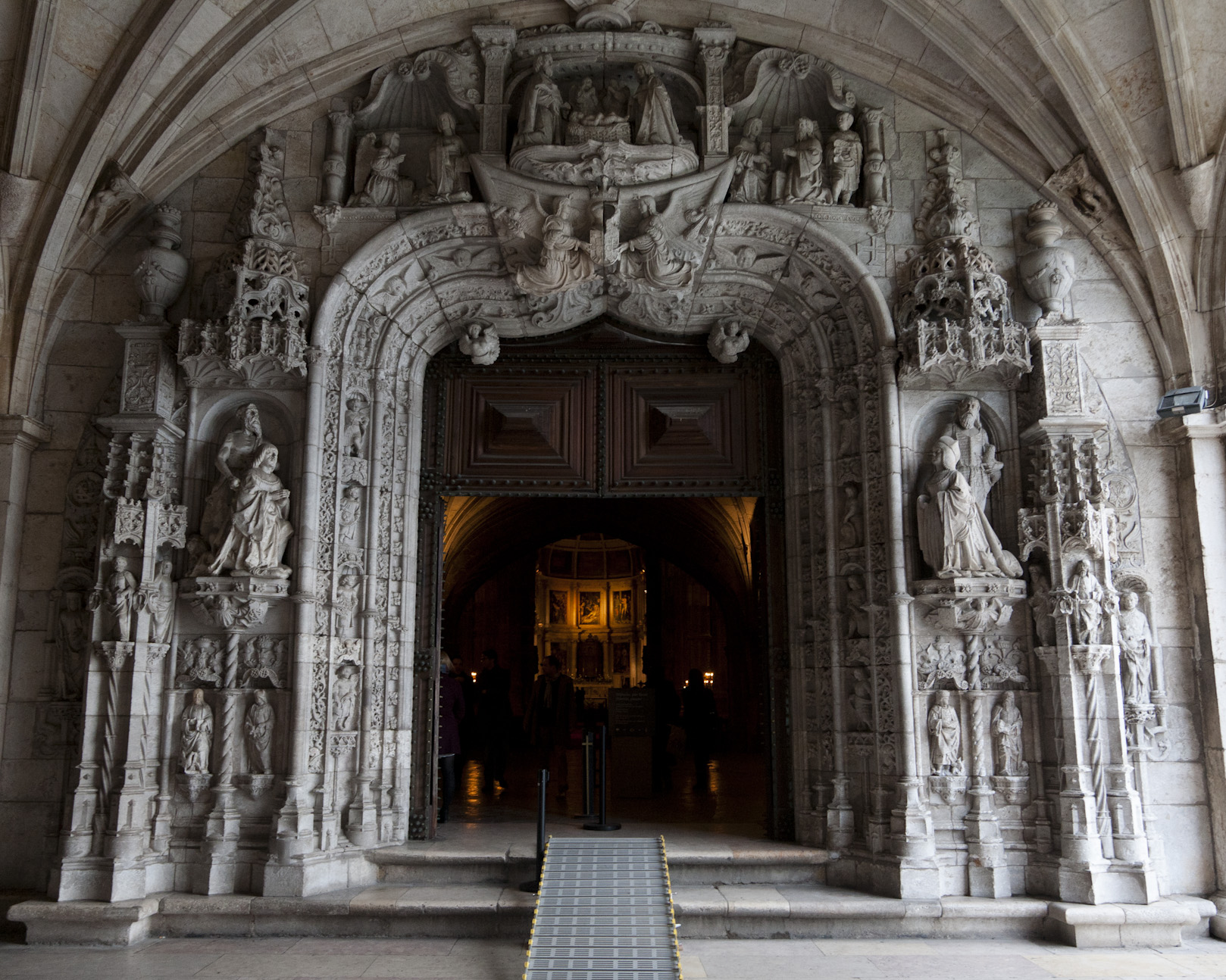
Nicolau Chanterene, Portal Poente / axial
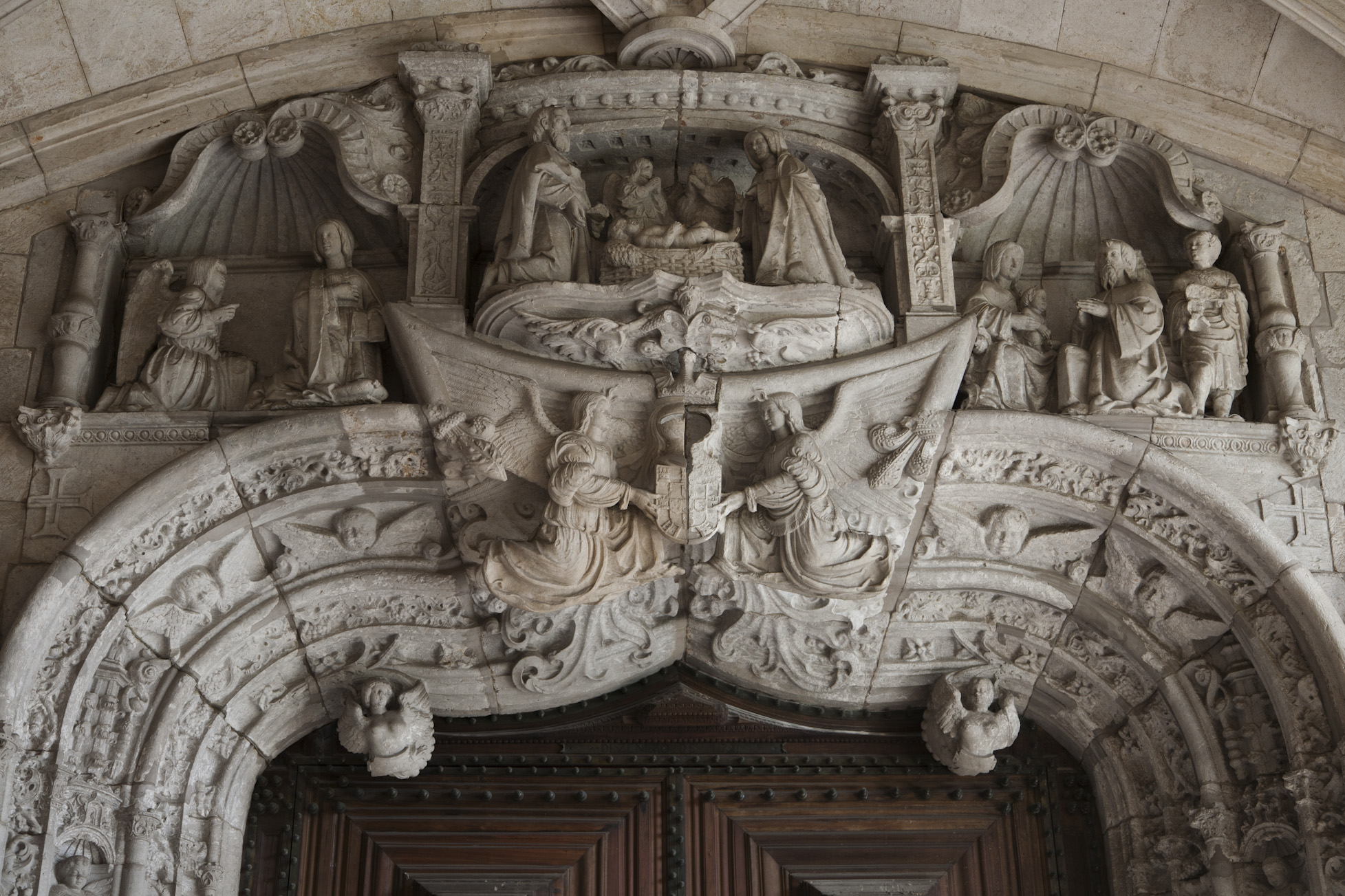
N. Chanterene, Anunciação, Natividade e Adoração dos Magos
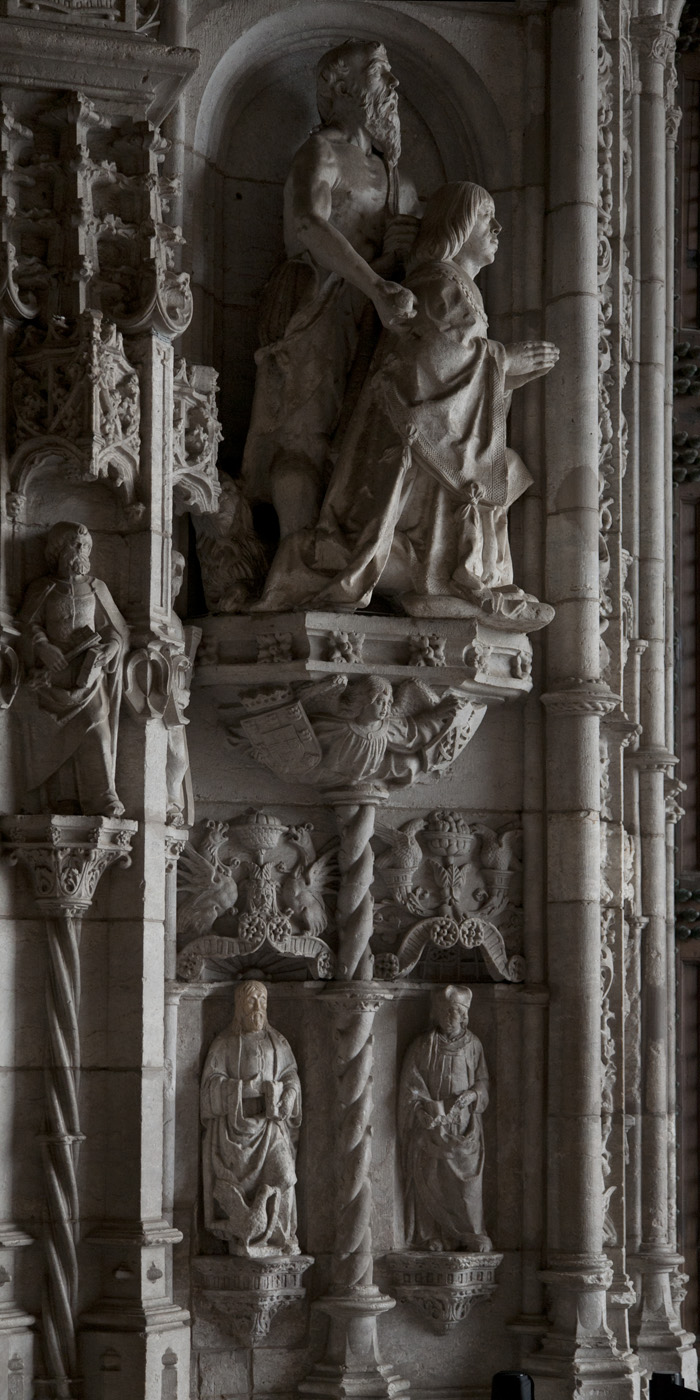
N. Chanterene, Estátua orante de D. Manuel I (com S. Jerónimo)
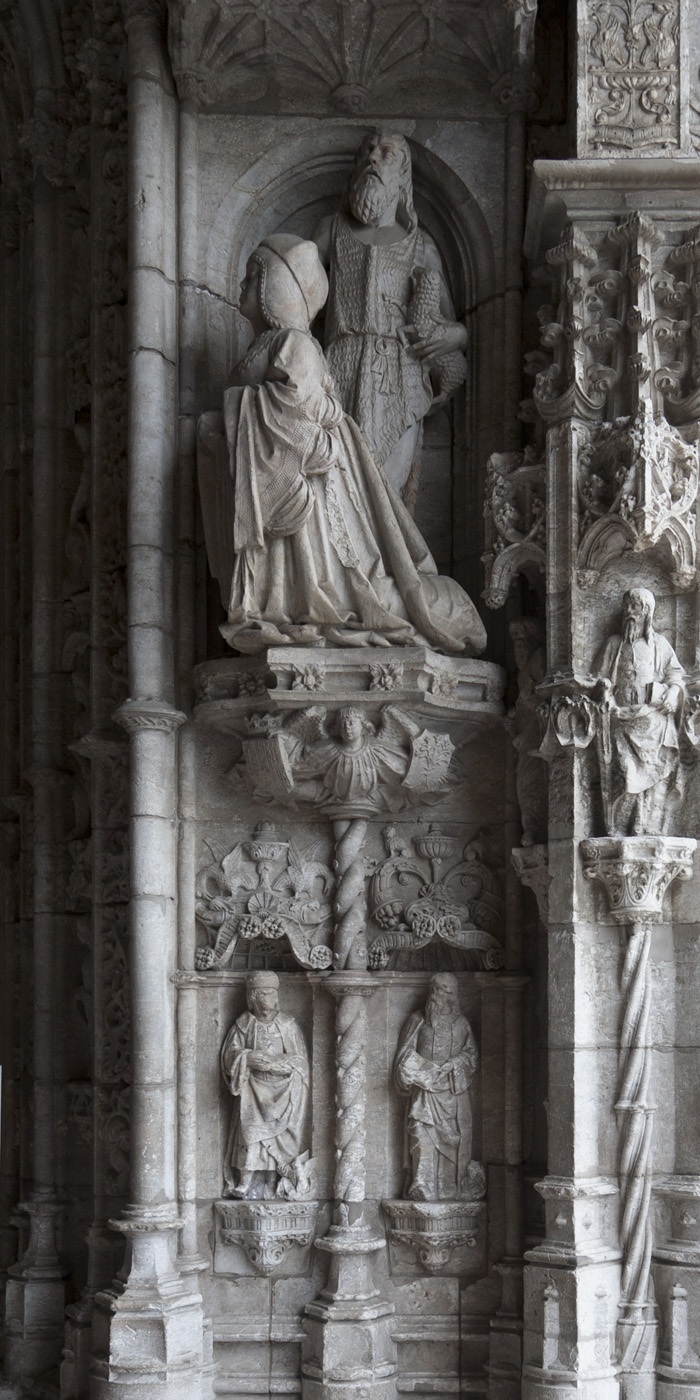
N. Chanterene, Estátua orante de D. Maria (com S. João Baptista)

## Claustro

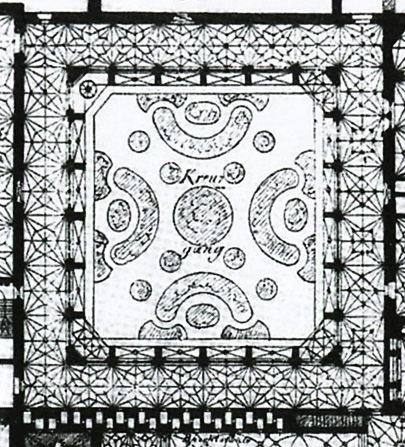
Planta do Claustro, c. 1880 (Haupt)

O claustro dos Jerónimos é o primeiro no seu género em Portugal, possuindo dois andares abobadados e uma planta quadrada, de cantos cortados, formando um octógono virtual. É considerado uma obra-prima da arquitetura mundial e constitui um depoimento estético de extraordinária beleza, cuja harmonia resultou da habilidade e delicadeza dos mestres que, em três campanhas sucessivas, se dedicaram à sua construção – projetado inicialmente por Diogo de Boitaca, sofreu adaptações de João de Castilho e foi concluído por Diogo de Torralva.
O claustro faz uma síntese de géneros e estilos diversos, refletindo uma interpretação eficaz dos princípios do gótico tardio, do renascimento experimental, de caráter decorativo, e do renascimento maduro ou alto renascimento. Conjugando símbolos religiosos (entre os quais elementos da Paixão de Cristo), régios (escudo régio, esfera armilar, cruz da Ordem Militar de Cristo) e elementos naturalistas (cordas e motivos vegetalistas que coabitam com um imaginário ainda medieval, de animais fantásticos), a riqueza iconográfica dos elementos decorativos é notável. São raros os edifícios europeus desse tempo com uma carga decorativa tão rica e densa de significado. "A celebração do casal régio, [...] a elevação da narrativa bíblica da Paixão de Cristo e a declamação da épica portuguesa [...] são aqui assumidos num discurso único, com diversas combinações", contribuindo para a "projeção mítica de uma missão superior a desempenhar pelo reino português".
Na ala norte do claustro inferior encontra-se o túmulo de Fernando Pessoa (1985), de Lagoa Henriques.

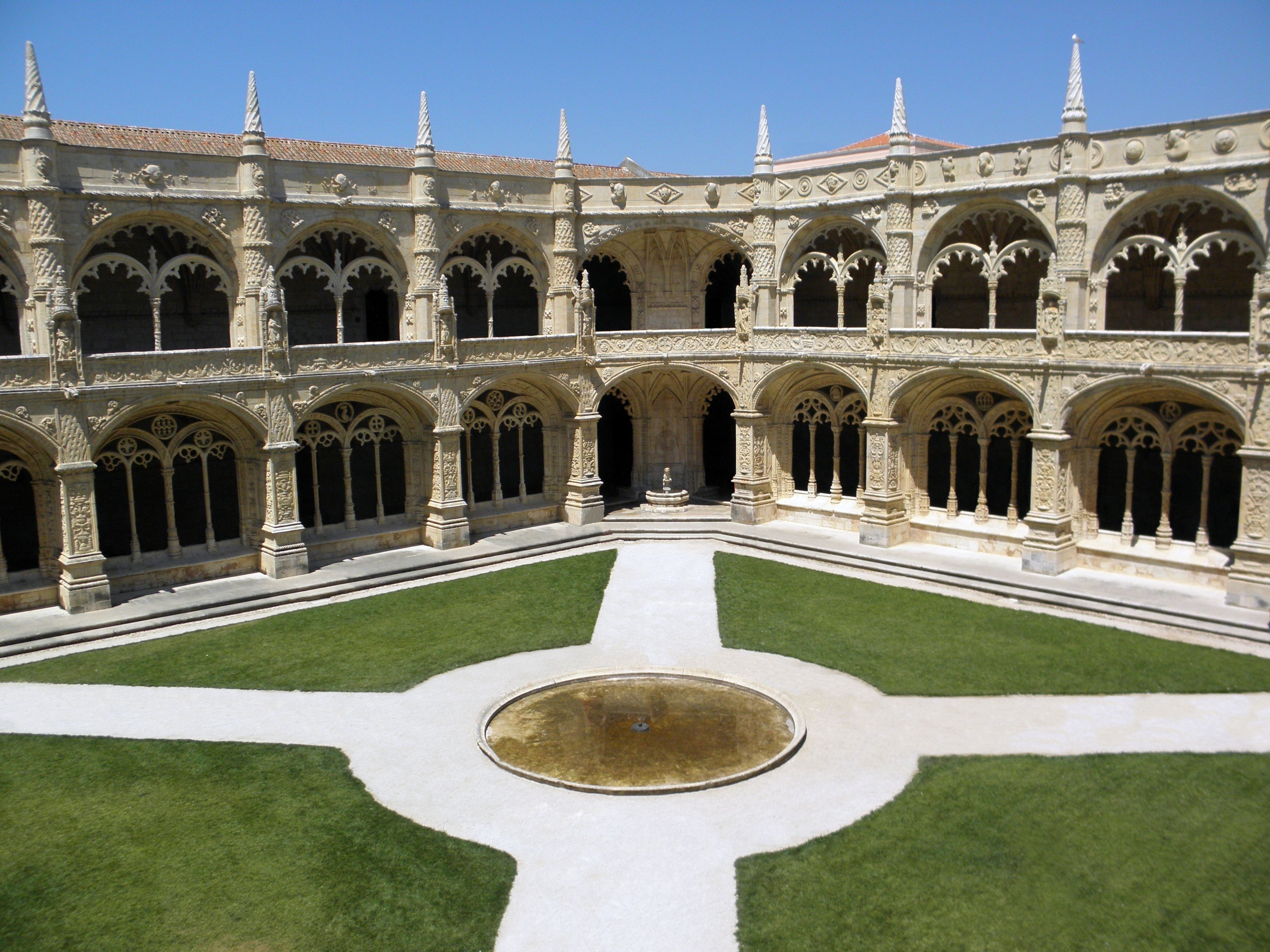
Claustro (fachadas sul e poente)
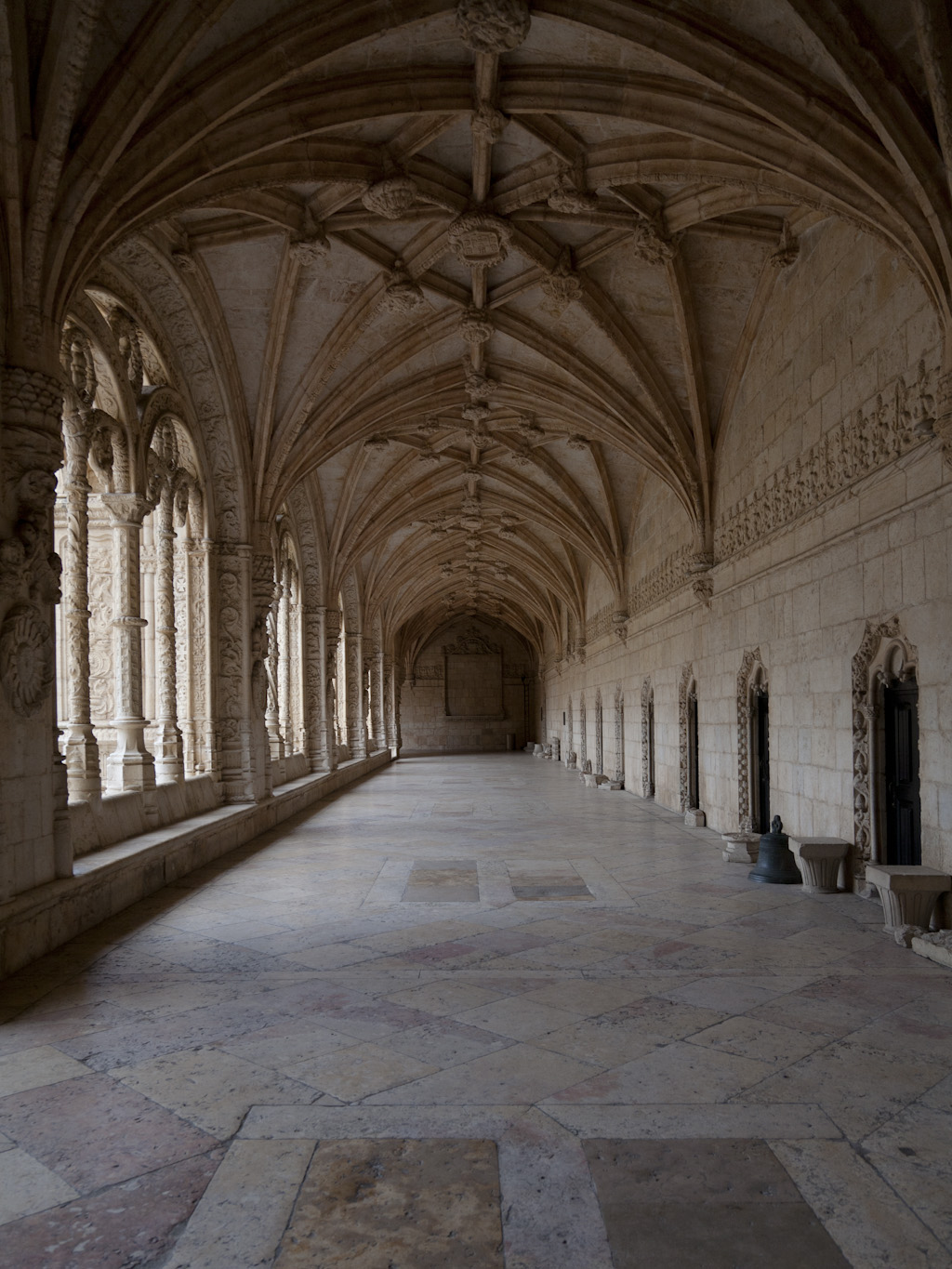
Claustro (confessionários à direita)
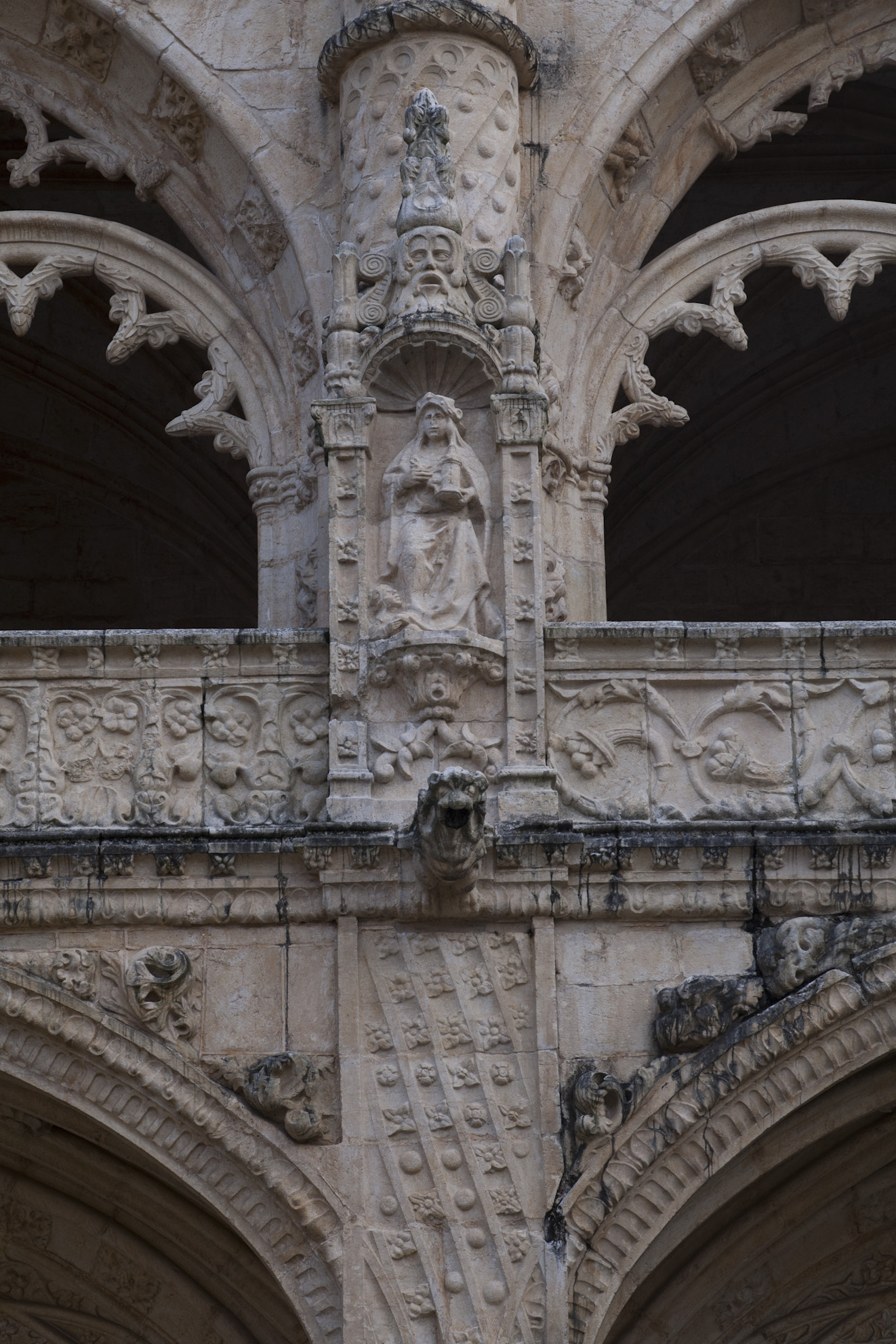
Claustro (vista do pátio)
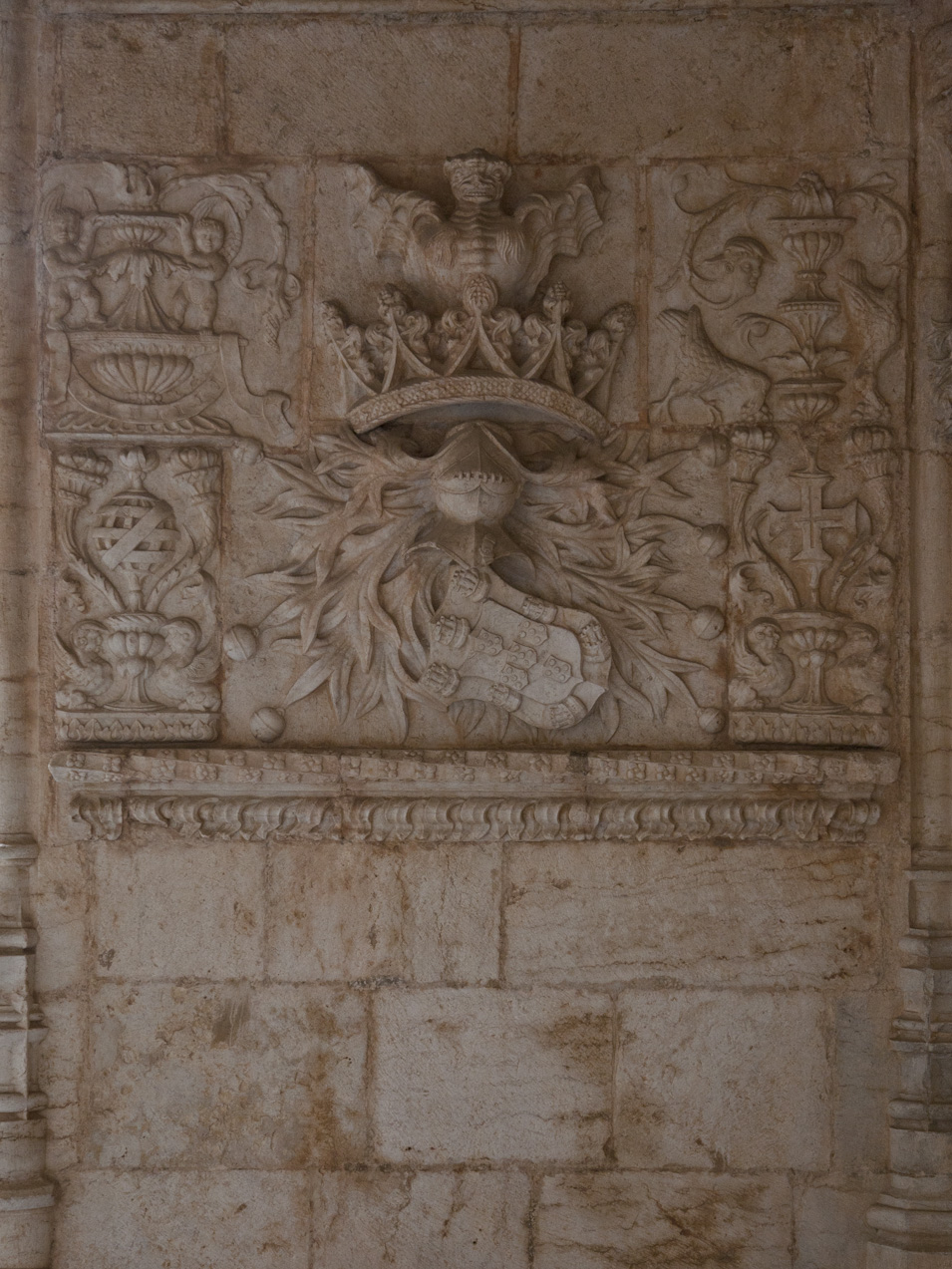
Claustro, medalhão com heráldica
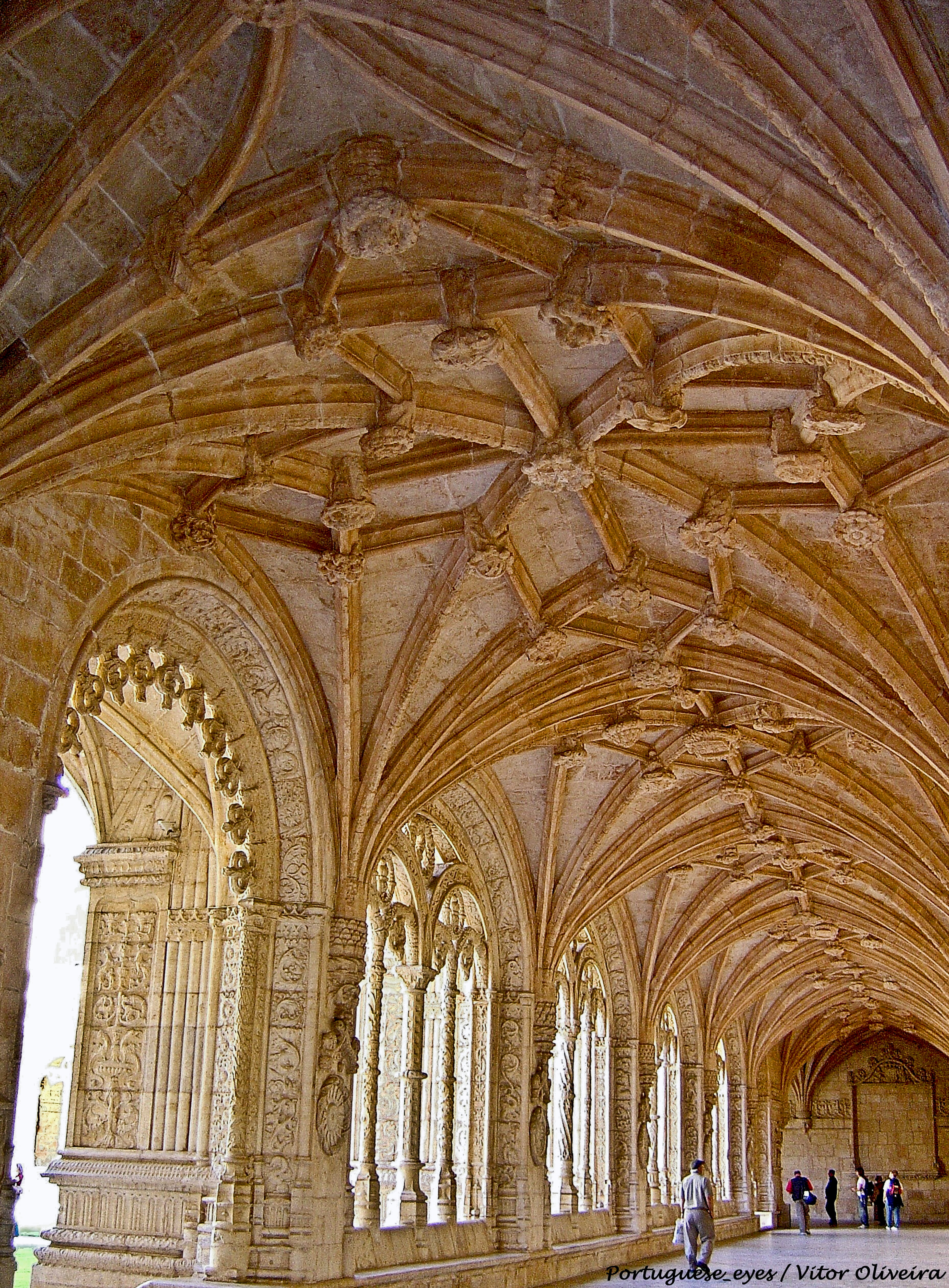
Abóbada abatida e polinervada, artesoada e estrelada, com fechos (nós) decorados com vários bocetes ornados por elementos de estilo manuelino

## Sala do capítulo, refeitório, confessionários e livraria (biblioteca)
Diretamente ligados ao claustro distribuem-se diversos espaços anexos, devendo destacar-se a sala do capítulo, o refeitório, os confessionários e a livraria (biblioteca):
- Executada por Rodrigo de Pontezilha, a porta da Sala do Capítulo foi concluída nos anos de 1517-1518. A sala propriamente dita nunca teve, no entanto, a utilização prevista, pois a abóbada e decoração interior só começaram a ser completadas em 1886. Dois anos mais tarde foi colocado, no centro da sala, o túmulo de Alexandre Herculano (de Eduardo Augusto da Silva), que seria alterado em 1940 e de que resta a arca tumular. A Sala do Capítulo foi temporariamente utilizada como panteão de outras personalidades mais recentes da História de Portugal, que seriam depois trasladadas para o Panteão Nacional.[26]
- O refeitório foi construído entre 1517 e 1518 pelo mestre Leonardo Vaz e seus oficiais. Com a sua abóbada polinervada e abatida, exemplifica claramente o gosto da época manuelina. Por baixo de grossos cordões de pedra, as paredes estão revestidas por um silhar de azulejos de 1780-1785.[27]
- São doze, as portas dos antigos confessionários, embora duas estejam anuladas pela Capela do Senhor dos Passos. O confessor acedia ao confessionário através do Claustro e o penitente entrava pela Igreja, ficando separados por uma grade de ferro.[28]
- A livraria (ou biblioteca), foi mandada construir por volta de 1640. À data da extinção da Comunidade a biblioteca contava cerca de 8 000 volumes. No presente esta sala acolhe uma exposição documental de caráter permanente que tem por objetivo construir uma memória dos 500 anos do Mosteiro dos Jerónimos.[29]

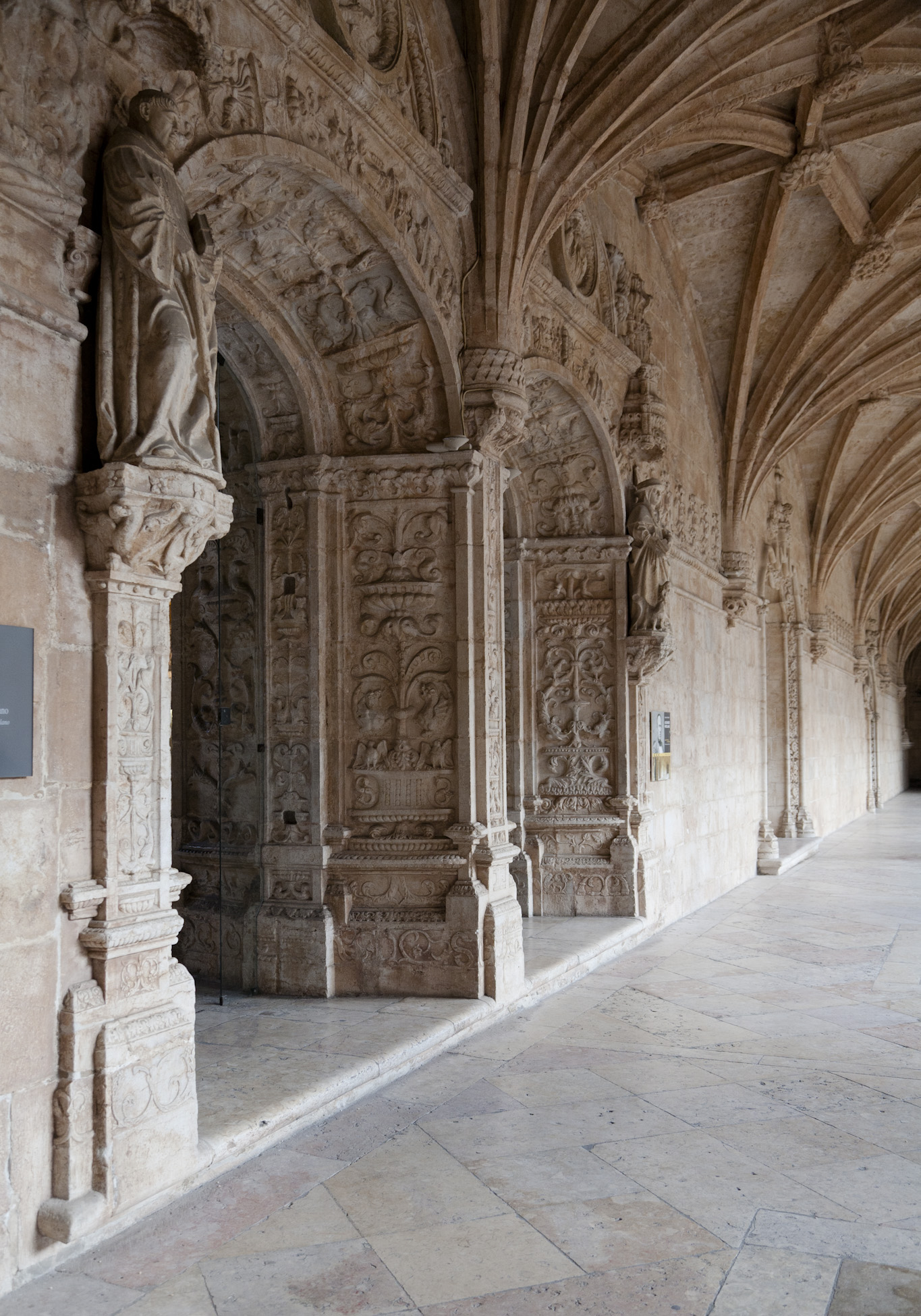
Porta da sala do capítulo
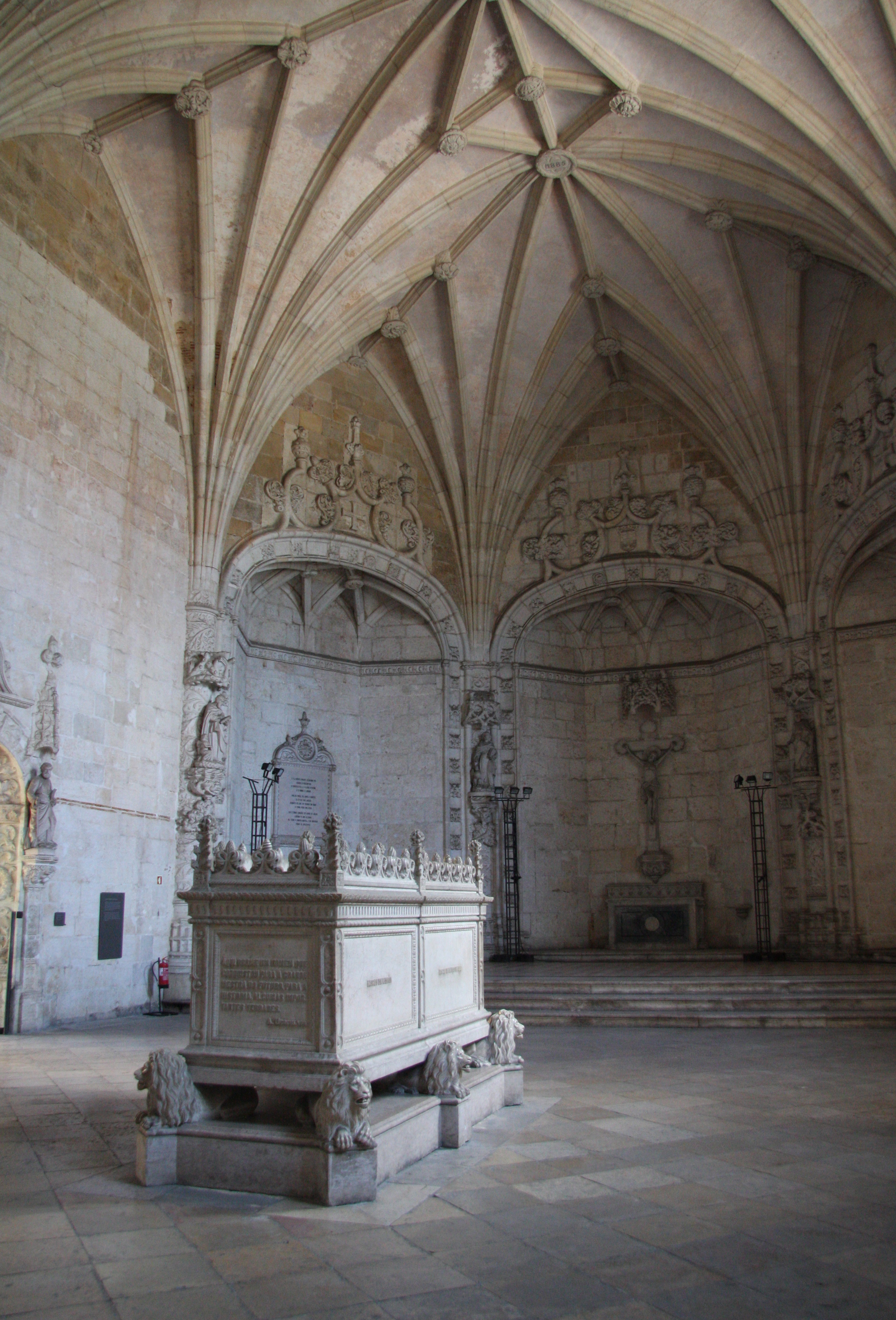
Sala do Capítulo; túmulo de Alexandre Herculano
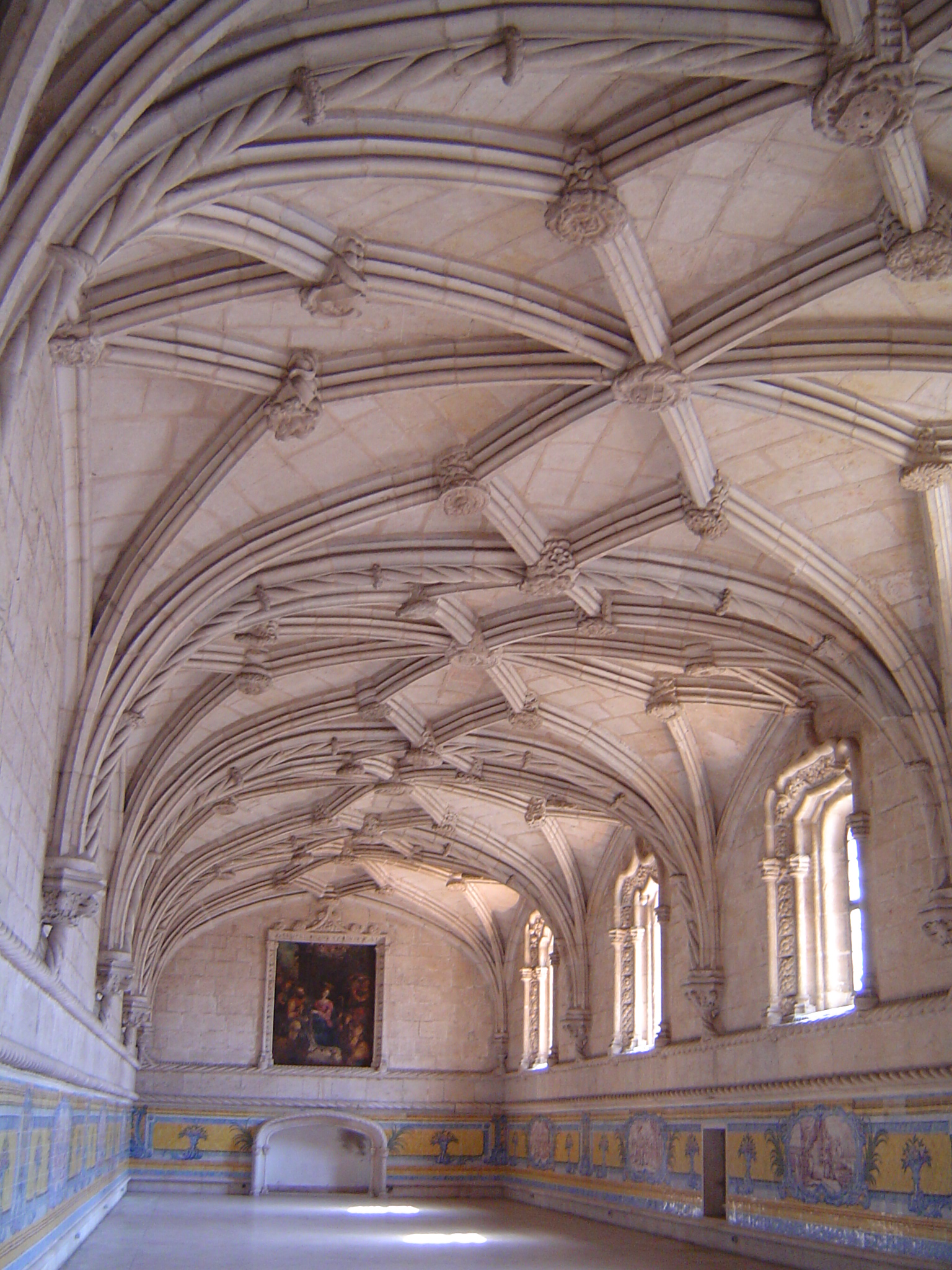
Refeitório
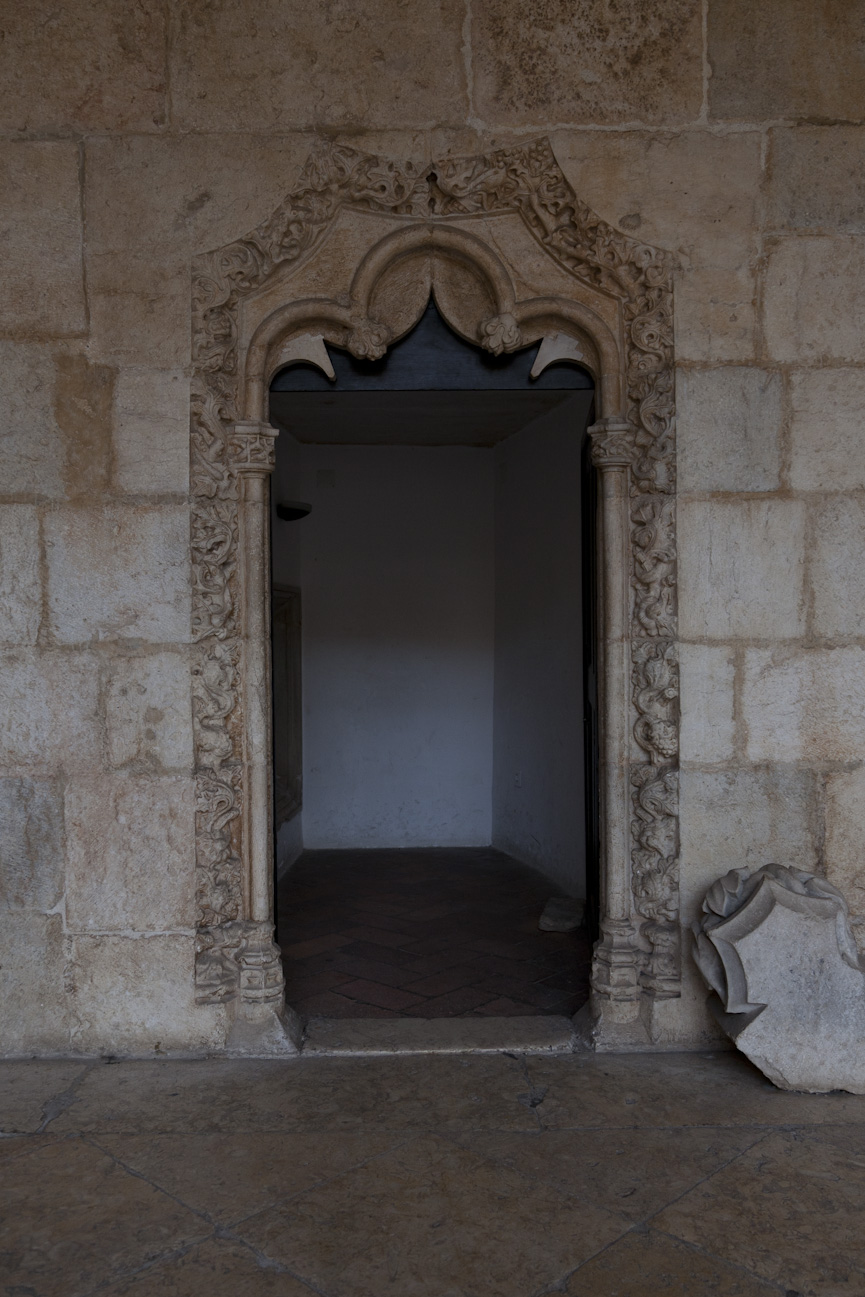
Confessionário